# Homo antecessor
El Homo antecessor es una especie extinta perteneciente al género Homo, cuyos restos fósiles se descubrieron en 1994 en la Sierra de Atapuerca, en España, y que se han datado en unos 800 000 años, correspondiente al período Calabriense durante el Pleistoceno Temprano.
Su nombre proviene del latín: Homo – "hombre"; antecessor – “explorador”, “pionero” o “colono temprano”, debido a que se consideraba la especie homínida más antigua de Europa. Se han encontrado vestigios fósiles o líticos en yacimientos europeos que datan de 1 a 1,6 millones de años, pero en ninguno se tienen restos fósiles suficientes para poder atribuirlos a una especie humana precisa, por lo que el Homo antecessor sigue apareciendo como la especie más antigua de Europa occidental y central.
Eran individuos altos (de al menos 160 cm de altura), fuertes, con un pecho ancho y bastante pesado, con una morfología facial única, incluyendo huesos faciales de rasgos “modernos”, pero coronas y raíces de los dientes “primitivos”, y con un cerebro más pequeño que el de los HSAM  (Homo Sapiens Anatómicamente Modernos). Sus extremidades eran largas, rótulas delgadas y los pies indican que H. antecessor caminaba y transmitía el peso corporal de manera diferente a los humanos modernos.
El H. antecessor fabricó guijarros y lascas simples de cuarzo y pedernal entre otros materiales. Esta industria lítica de Modo 1 puede representar un precursor de la industria achelense, que se extendió luego en Europa Occidental y África. No tenemos evidencia del uso de fuego por lo que debieron habitar en el interior de Iberia en los períodos cálidos y en la costa en los períodos fríos.
Existe un intenso debate científico respecto a la clasificación taxonómica de H. antecessor y sus relaciones con otras especies del género Homo, debido a que los especímenes conocidos representan etapas juveniles y falta un cráneo adulto completo. El aumento del registro fósil en Europa y África, y nuevos métodos han llevado a diferentes interpretaciones sobre su posición filogenética hipotética y los posibles escenarios evolutivos.
En 1997, el grupo de investigación de Atapuerca, con el respaldo de otros paleoantropólogos, consideraron los restos de homínidos descubiertos como una nueva especie, H. antecessor, sugiriendo que fue un vínculo evolutivo entre H. ergaster y H. heidelbergensis, y que por tanto sería un probable ancestro de la línea H. heidelbergensis – H. neanderthalensis, siendo a su vez el último ancestro común (UAC) entre los humanos modernos y los neandertales. H. antecessor tiene un mosaico único de rasgos primitivos del clado Homo, ciertos rasgos derivados presentes en los humanos actuales, algunos rasgos derivados compartidos con el H. neanderthalensis y sus antecesores en el Pleistoceno Medio europeo, y otros con los homininos de Asia del Pleistoceno Medio. Una especiación pudo ocurrir en África/Eurasia Occidental, originando un nuevo clado Homo. El H. antecessor podría ser una rama lateral de este clado que originará más tarde el UAC, ubicada en la región más occidental del continente euroasiático.
Por otra parte, algunos científicos consideran que los restos de H. antecessor pertenecen a individuos  de H. heidelbergensis, que habitó Europa entre los 600 000 y los 250 000 años en el Pleistoceno Medio. Por último, otros científicos los consideran una variedad del Homo erectus / Homo ergaster.
Otra cuestión pendiente de responder es cuál fue la vía de llegada de estos homininos a Europa. Los homínidos de la Sima del Elefante en Atapuerca son diferentes del H. erectus, pero muestran similitudes con ejemplares encontrados en Asia. Podrían proceder de una migración de aquellos de África hace 1,9 Ma, que habrían viajado por Europa a través del Corredor Levantino, mientras sus organismos se adaptaban a las condiciones ambientales hasta constituir un demo diferenciado que daría lugar al H. antecessor. La otra hipótesis es un cruce de África a Europa a través del Estrecho de Gibraltar y el Mar de Alborán.

## Historia de las excavaciones
Desde hacía tiempo se sabía que la Sierra de Atapuerca, en el norte de España, a 14 km de Burgos, abundaba en restos fósiles. Es un paisaje kárstico donde se formaron muchas cuevas, que se colmataron durante el Pleistoceno. El descubrimiento del potencial arqueológico de esta Sierra se produjo a principios del siglo XX durante la construcción de una línea de ferrocarril minero, que no llegó a finalizarse.

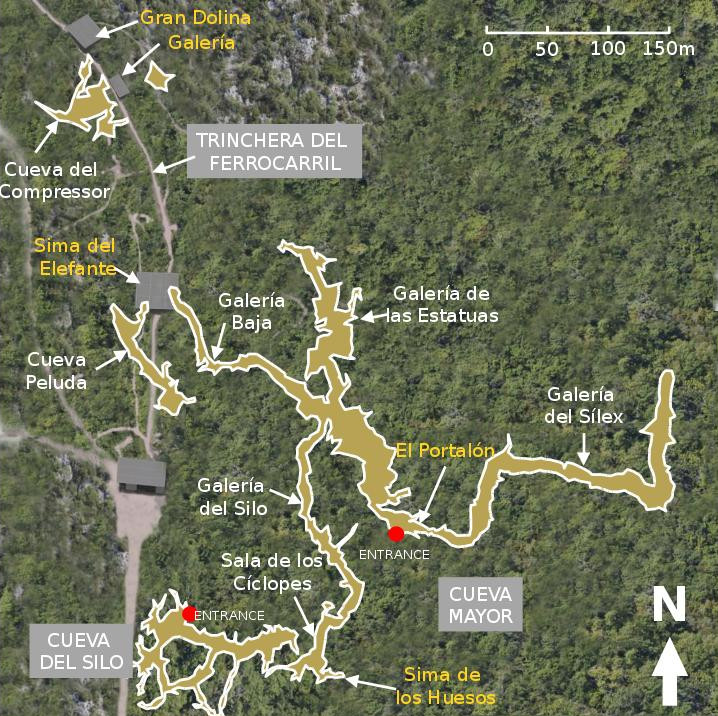
Mapa de los yacimientos de Atapuerca

La primera exploración se hizo en 1966 por el prehistoriador español Francisco Jordá Cerdá que encontró algunos fósiles de animales y herramientas de piedra, pero por falta de recursos tuvo que abandonar la exploración. En 1976, el paleontólogo español Trinidad Torres investigó la Gran Dolina en busca de fósiles de osos, recuperando algunos Ursus, pero el Grupo espeleológico Edelweiss le aconsejó continuar en la cercana Sima de los Huesos, donde encontró fósiles de osos y fósiles humanos arcaicos. Esto desencadenó una exploración masiva de la Sierra de Atapuerca, cuyo director fue el paleontólogo español Dr. Emiliano Aguirre, y posteriormente por los directores actuales Dr. José María Bermúdez de Castro, Dr. Eudald Carbonell y Dr. Juan Luis Arsuaga. Atapuerca se mostró como el depósito más importante del mundo de fósiles del Pleistoceno Medio, fechados inicialmente entre 780 000 y 125 000 años atrás. Solo en la Sima de los Huesos en 1993 se recuperaron más de 1300 fósiles atribuibles al género Homo.
En 1990, en el yacimiento de la Sima de los Huesos, el equipo de Atapuerca descubrió herramientas de piedra que databan de casi un millón de años, lo que contradecía la suposición existente en esa época de que el género Homo había poblado Europa hacía solo 500 000 años.
Se reanudó la excavación de la Gran Dolina en 1992, y el 8 de julio de 1994 se encontraron restos arcaicos humanos en el nivel TD6, que sucesivas dataciones han consolidado con una edad de 780 000 a 850 000 años, lo que suponía adelantar 300 000 años la colonización europea respecto a lo supuesto en aquel momento (más adelante se sabría que esa colonización fue superior al millón de años). Inicialmente, estos fósiles se publicaron como una población antigua de H. heidelbergensis del Pleistoceno Medio, de un linaje evolutivo que daría lugar a los neandertales clásicos.
En la campaña de 1995, la Dra. Aurora Martín Nájera descubrió el maxilar de un individuo inmaduro de 10 u 11 años (ATD6-69), al que se llamó “el chico de la Gran Dolina” (posteriormente se sabría que correspondía a una chica), estudiado por el Dr. Arsuaga y sus colaboradores en 1997, y con una cara similar al Homo sapiens (orientación coronal de la superficie infraorbital y fosa canina tipo H. sapiens, nariz proyectada hacia adelante,…). Esto y el estudio concienzudo de los fósiles humanos, de los mamíferos e industria lítica que les acompañaban, llevó al Equipo de Atapuerca a proponer el 30 de mayo de 1997 en un artículo de la revista Science, una nueva especie del género Homo, el H. antecessor y la hipótesis de que fue el ancestro común del H. sapiens y del H. neanderthalensis. La acogida fue fría por la comunidad científica, ya que los primeros datos de ADN fósil situaban la divergencia entre ambas especies en 400 000 años. El holotipo de la nueva especie era el espécimen ATD6-5, un fragmento del cuerpo mandibular derecho que conserva los molares y algunos dientes aislados.
En 2003 se obtuvieron nuevos restos fósiles H. antecessor que proporcionaron mucha información, e identificaron caracteres ligados al H. sapiens o compartidos con el H. neanderthalensis y sus ancestros del Pleistoceno Medio. Se ha consolidado la idea de que H. antecessor está relacionado con el origen de nuestra especie y del neandertal, al tiempo que los genetistas retrasaron el límite UAC hasta 765 000 años.

### Yacimientos potenciales relacionados conH. antecessor

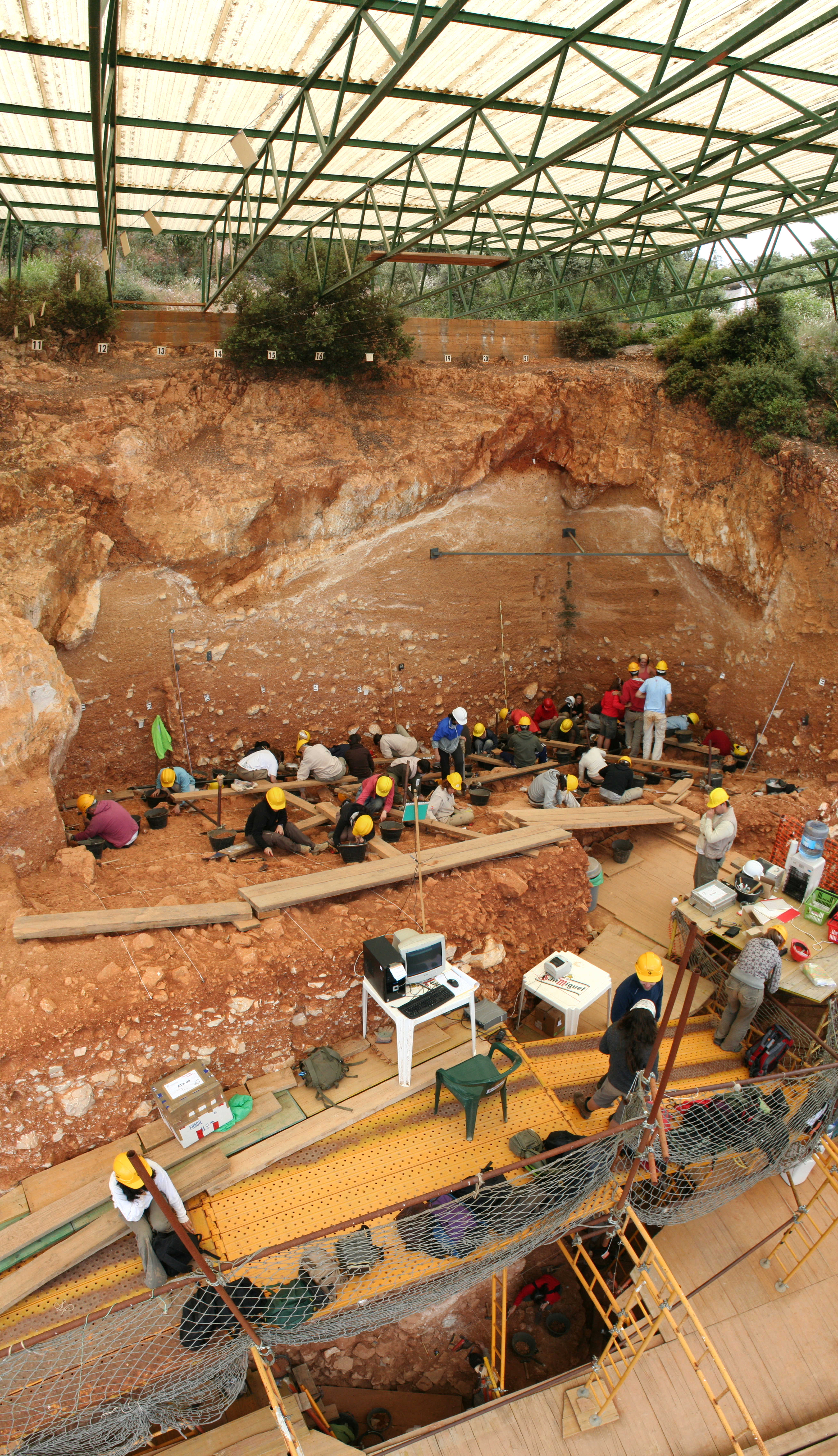
Excavación del yacimiento de Gran Dolina en Atapuerca (Burgos). El nivel TD6 es el que se está excavando bajo los andamios.

La mayoría de los restos de H. antecessor se han encontrado en el yacimiento de la Gran Dolina en la Sierra de Atapuerca (España). Otros yacimientos potenciales relacionados con esta especie, aunque algunos plantean serias dudas como veremos más adelante, son la Sima del Elefante en la misma Sierra de Atapuerca, el yacimiento de Ceprano (Italia), y el yacimiento de Happisburgh en Norfolk (Inglaterra).

#### Yacimiento de la Gran Dolina, Atapuerca, España
Situado en la Trinchera del Ferrocarril de la Sierra de Atapuerca (Burgos, España), el yacimiento de Gran Dolina está formado por sedimentos del Pleistoceno acumulados en una antigua gran cueva, que con el tiempo quedó rellena de arcillas, arenas, gravas y bloques de caliza. Su columna geológica abarca 25 metros, divididos en 11 unidades estratigráficas, desde la más antigua TD-1 en la parte inferior, hasta la más moderna TD-11 en lo más alto.
En 1993 se realizó una cata inicial (excavación en vertical) de 6 m2, donde aparecieron los primeros restos óseos asociados al género Homo en el estrato TD6, lo que justificaba una mayor investigación. Los primeros restos (fragmentos óseos y dientes atribuibles al género Homo) del H. antecessor se recuperaron en el estrato TD6-2 en julio de 1994, estrato que recibió el sobrenombre de Aurora por su descubridora, la arqueóloga Aurora Martín Nájera. El nivel TD6 tiene 2,5 metros de espesor y está formado por una colada de matriz arcillosa. El estrato TD6-2 tiene 20 a 30 cm de espesor y está formado por materiales arcillosos más finos, producto de una sedimentación tranquila.
En las campañas de 1994 y 1995 se recuperaron 86 restos humanos de al menos seis individuos y 150  artefactos de modo 1 en el estrato Aurora y el nivel TD6. El estudio de los fósiles humanos mostró una combinación única de rasgos primitivos y derivados respecto al clado Homo, lo que llevó a proponer en 1997 una nueva especie, H. antecessor. En las campañas de 2003 a 2007 se excavó una sección triangular de 13 m2, donde se recuperaron otros 80 restos humanos, se refinó la secuencia estratigráfica TD6 y se encontró información geocronológica adicional, lo que permitió emitir hipótesis adicionales sobre el origen del H. antecessor que veremos más tarde.

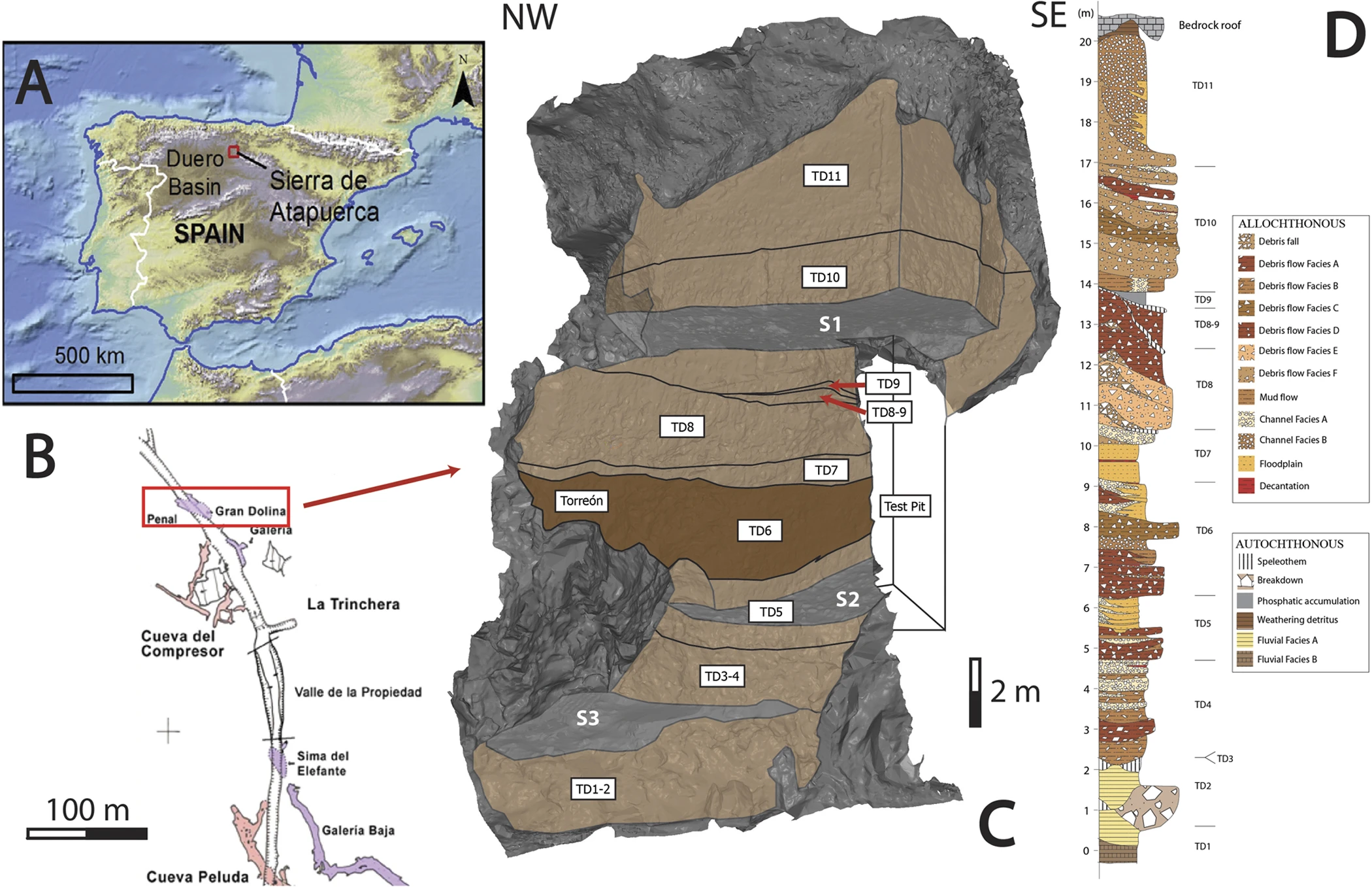
Sección Estratigráfica yacimiento Gran Dolina en Atapuerca

En total se han recuperado unos 170 fósiles de H. antecessor de unos 9 individuos, casi todos menores de 15 años, y muchos menores de 2 años. Primero se pensó que estos restos venían solamente del estrato Aurora, pero actualmente se piensa que vienen de 2 o 3 estratos. A destacar que ciertos huesos muestran marcas de corte y picos de percusión, similares a los de otros restos de fauna, lo que indica que estos humanos fueron procesados para obtener carne mediante un proceso de matanza similar. Además, también se han encontrado unas 200 herramientas de piedra, incluyendo un cuchillo tallado en piedra, y unos 300 huesos de animales. Los restos líticos corresponden a la tradición Olduvayense y se utilizaban para la carnicería y el trabajo de la madera. Los restos de fauna TD6 incluyen grandes herbívoros, carnívoros, pájaros, pequeños mamíferos, pequeños anfibios y reptiles.
Sobre la base de los hallazgos faunísticos, incluyendo varias especies de roedores, la forma de las herramientas de piedra y las mediciones paleomagnéticas, se estimó inicialmente que los fósiles de la capa TD6 tenían al menos 780 000 años. Los fósiles han sido datados en 2018 entre 772 y 949 ka BP.

#### Sima del Elefante, Atapuerca, España
El yacimiento de la Sima del Elefante se encuentra en la Sierra de Atapuerca, a unos 200 metros del yacimiento de la Gran Dolina. En 2007, el equipo dirigido por Eudald Carbonell descubrió allí un molar aislado y un pequeño fragmento de mandíbula que incluía 7 dientes, en la unidad TE-9c (Trinchera Elefante). Posteriormente, en 2008, encontraron una falange de un dedo auricular o meñique. La mandíbula ATE9-1 fue asignada provisionalmente a H. antecessor, como perteneciente a un individuo de 20 años. Se encontraron además 32 herramientas de sílex de tipo olduvayense o Modo 1, y huesos de animales sacrificados.

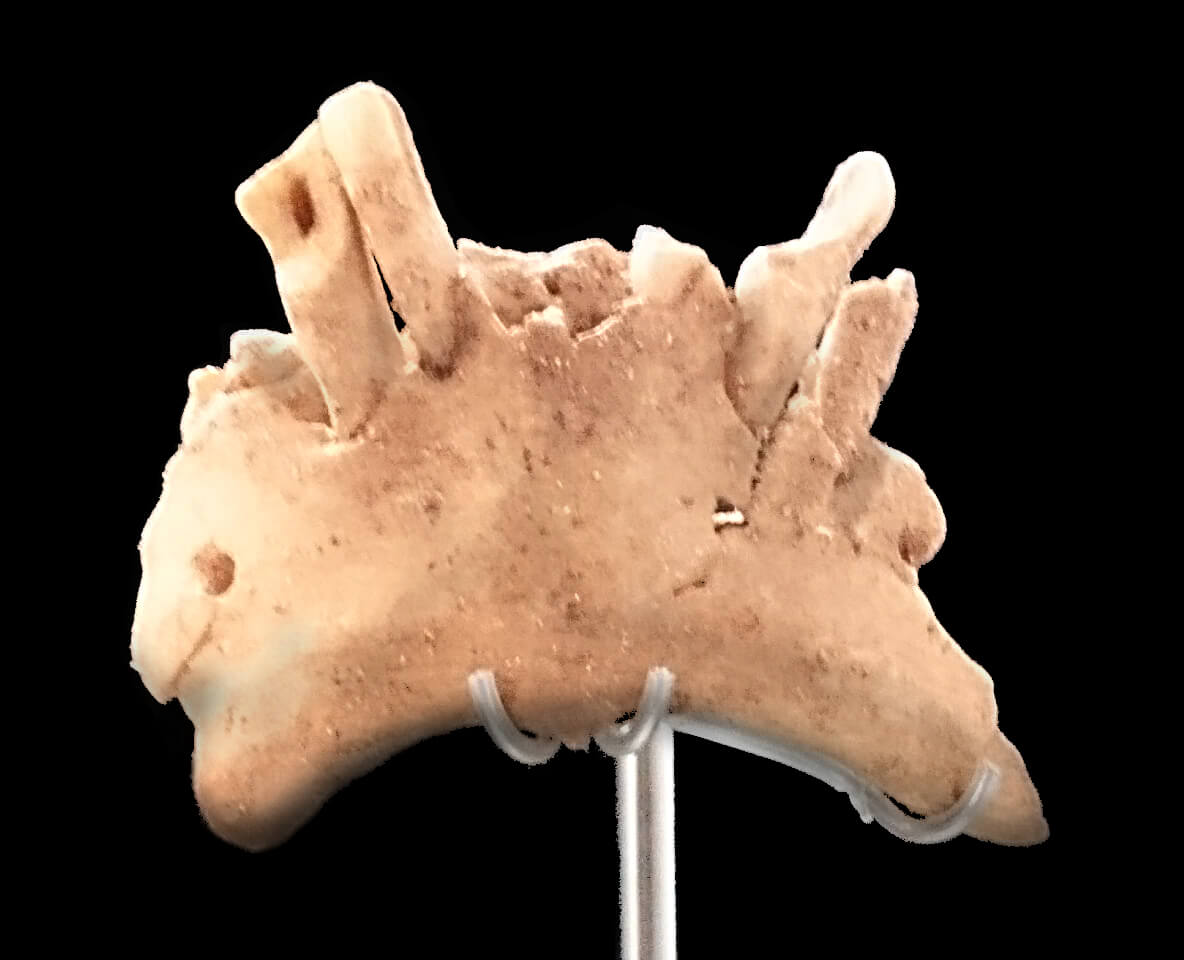
Mandíbula ATE9-1

El método de datación más preciso utilizado fue la datación por radioisótopos Al y Be en muestras de cuarzo. Una muestra en el nivel TE9b, 40 cm por encima de la mandíbula del nivel TE9c, dio una edad de 1,22 Ma. Por lo tanto, esta sería la edad mínima de los restos de los niveles TE9c e inferiores. Si la datación es correcta, sería uno de los hallazgos más antiguos de homínidos en Europa.
La actividad humana se remonta en Europa hasta 1,6 Ma en Europa del Este y España según las herramientas de piedra encontradas, pero en 2013 se descubrió un diente infantil de 1,4 Ma en Barranco León, Orce, España, que sería el fósil humano más antiguo conocido de Europa.
El estudio detallado de la mandíbula ATE9-1, que presenta características en la dentición y la sínfisis que la aproximan a los Homos más antiguos de África y de Dmanisi (Georgia) pero con algún carácter derivado (parte interna de la sínfisis), han llevado posteriormente, en 2011, a identificar estos restos como Homo sp. (género Homo pero sin precisar la especie), ya que probablemente pertenezcan a una nueva especie aún por definir, y cuyas relaciones filogenéticas, sin más datos, son aún imprecisas.
Por lo tanto, con base en los restos encontrados hasta ahora, el H. antecessor no habitó en esta cueva.

#### Yacimiento de Ceprano, Italia
El fósil de la calvaria (parte superior del cráneo) de Ceprano (Italia) se encontró el 13 de marzo de 1994 en una excavación de emergencia, al construir una autopista en la región de Campogrande, a unos 100 km de Roma. Se pudo reconstruir el neurocráneo con los fragmentos recuperados, pero no se pudieron localizar los huesos de la cara. Los restos craneales estaban en una capa muy endurecida de arcilla, sin otros restos fósiles ni de polen. El estudio de las correlaciones estratigráficas regionales sugiere una antigüedad de entre 350 y 1000 ka. Los paleontólogos italianos Antonio Ascenzi (1996) y Giorgio Manzi (2004) creen que corresponde a hace 800 o 900 ka, lo que sería coherente con la fauna encontrada del Pleistoceno Inferior e industrias líticas del Modo 1.

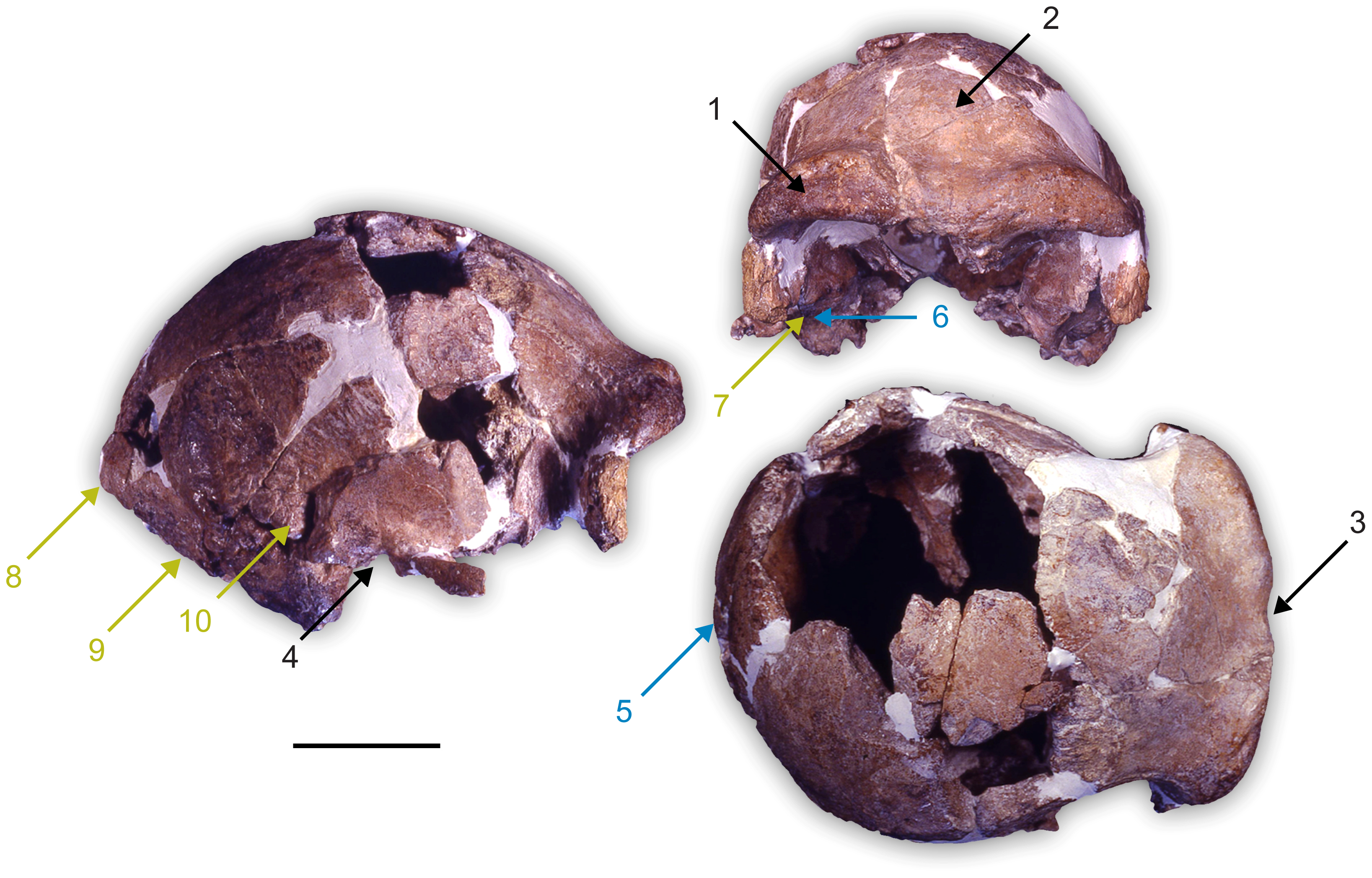
Holotipo del Homo cepranensis.

El cráneo de Ceprano fue descrito por Ascenzi en 1996 como una combinación de rasgos del H. erectus y otros diferentes (p.e. desarrollo de senos frontales), y con una capacidad craneal de 1200 cc, es decir, una mayor encefalización respecto a H. erectus. En 2003 se propuso la especie Homo cepranensis, pero las características filogenéticas, cronológicas, arqueológicas y geográficas de los restos hallados han llevado a algunos autores a atribuirlos a Homo antecessor tras un estudio sobre presencia o ausencia de ciertos caracteres craneales en 20 especímenes del Pleistoceno Inferior y Medio. Desde el punto de vista morfológico, la calvaria de Ceprano ocupa una posición intermedia entre los H. ergaster y H. erectus, y los ejemplares europeos y africanos del Pleistoceno Medio.
No se pueden comparar directamente los fósiles de Ceprano y Atapuerca por pertenecer a partes anatómicas diferentes y a individuos de edades diferentes, pero ambos conjuntos presentan rasgos intermedios entre las poblaciones Homo primitivas de África y las de Homo heidelbergensis de Europa. Además, la datación absoluta y la industria lítica de Ceprano son coherentes con las del nivel TD6 de la Gran Dolina.
Sin embargo, hay que destacar ciertos análisis magnetoestratigráficos realizados en 2009 de sedimentos lacustres y fluviales de la zona del hallazgo, que arrojan una edad de 0,5 a 0,35 Ma para este nivel estratigráfico, lo que de confirmarse podría impactar el posicionamiento del Homo de Ceprano en la línea filogenética del género Homo (Muttoni, 2009), e indicarían que no pertenecería al H. antecessor.

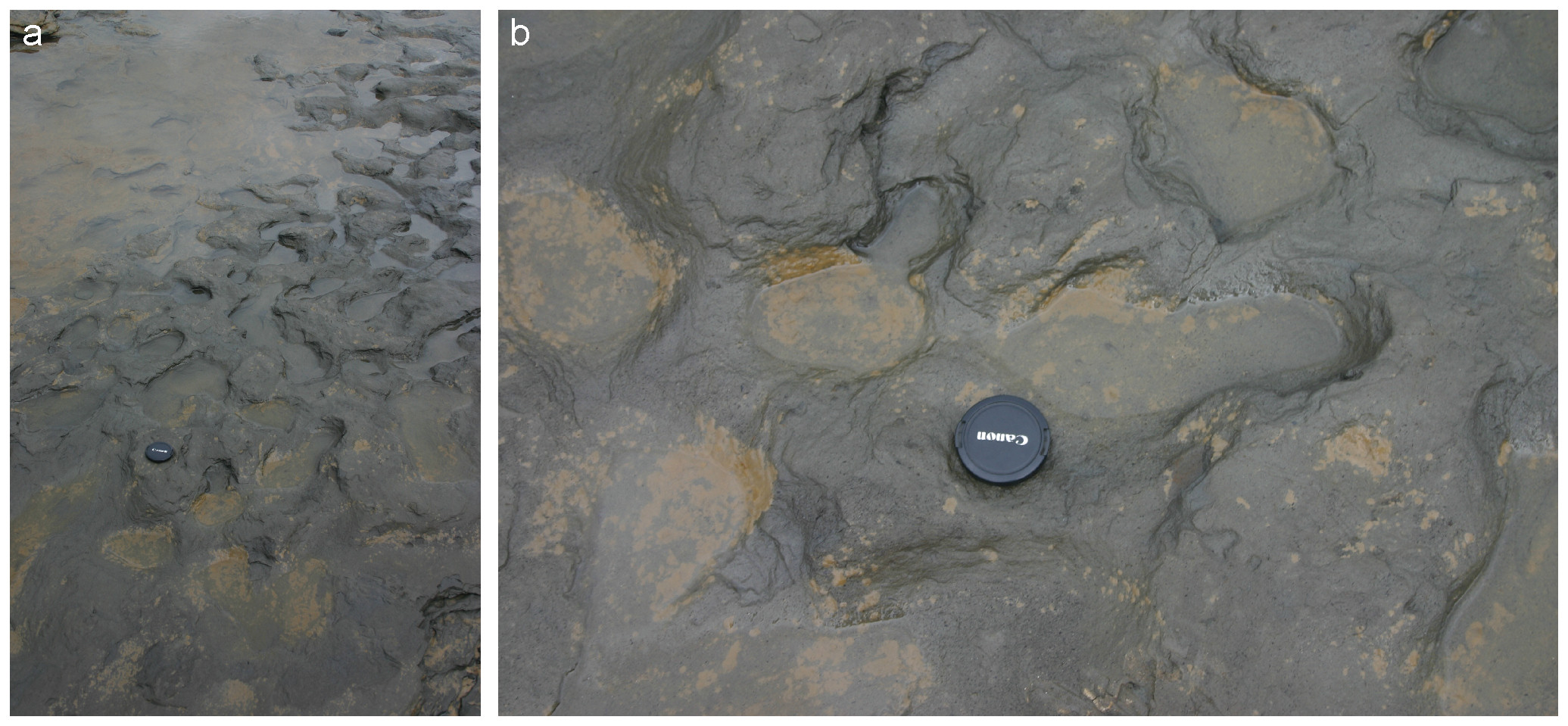
Las huellas de Happisburgh, con una tapa de la lente de una cámara fotográfica como referencia de escala.

#### Yacimiento de Norfolk, Inglaterra
En 2010 se informó sobre el descubrimiento de herramientas en la localidad de Happisburgh, Norfolk, en el este de Inglaterra, que datan de 780 000 años BP.
En 2014, el equipo de Chris Stringer descubrió sobre los sedimentos fangosos de un estuario en la playa de Happisburgh 50 huellas fósiles que datan de 1,2 a 0,8 Ma, y que corresponden a cinco individuos, un adulto y varios juveniles, en la misma formación geológica en la que aparecieron los restos anteriores. Usando estas huellas, la estatura se ha estimado entre 0,93 y 1,73 m. Las icnitas, datadas entre 1,0 y 0,78 Ma (un período en el que la isla estaba unida al continente), se atribuyen tentativamente a Homo antecessor debido a la edad similar de los restos de Atapuerca.

## Anatomía delHomo antecessor
Los fósiles humanos de TD6b obtenidos hasta el momento corresponden a restos craneales y postcraneales, dientes, mandíbula y cara, así como restos de pies y manos, algunos de ellos en buen estado de conservación y otros en los que se han detectado señales de canibalismo. Se ha podido estimar el NMI (Número Mínimo de Individuos) en 9, en el hipodigma TD6 (en todo su material fósil), a pesar de la fragmentación de algunos restos de homininos, destacando la notable presencia de un alto porcentaje de individuos inmaduros.

### Cráneo
Entre los restos craneales recuperados de TD-6 en Gran Dolina, resaltan los siguientes:
- ATD6-15 restos parciales de la cara de un niño de 10 a 11,5 años.[1] Conserva el torus derecho y parte de la región de la glabela. Senos frontales muy desarrollados. La capacidad craneal pudo ser 1000 cc.
- ATD6-19 pequeño fragmento cigomaxilar adulto, con tubérculo cigomaxilar como ATD6-58, que se proyecta hacia afuera 2 mm (Arsuaga 1999).
- ATD6-58 fragmento cigomaxilar izquierdo de un adulto. Notable fosa canina y gran tubérculo cigomaxilar en posición maxilar proyectada hacia afuera 3,3 mm (Arsuaga 1999).
- ATD6-100/168 el mayor fragmento de parietal recuperado. Morfología fracturas compatible con trauma peri-mortem. Zonas parietales superiores planas. Gran foramen parietal y pequeño foramen accesorio. Hueso delgado, probablemente de un juvenil (Bruner 2016).

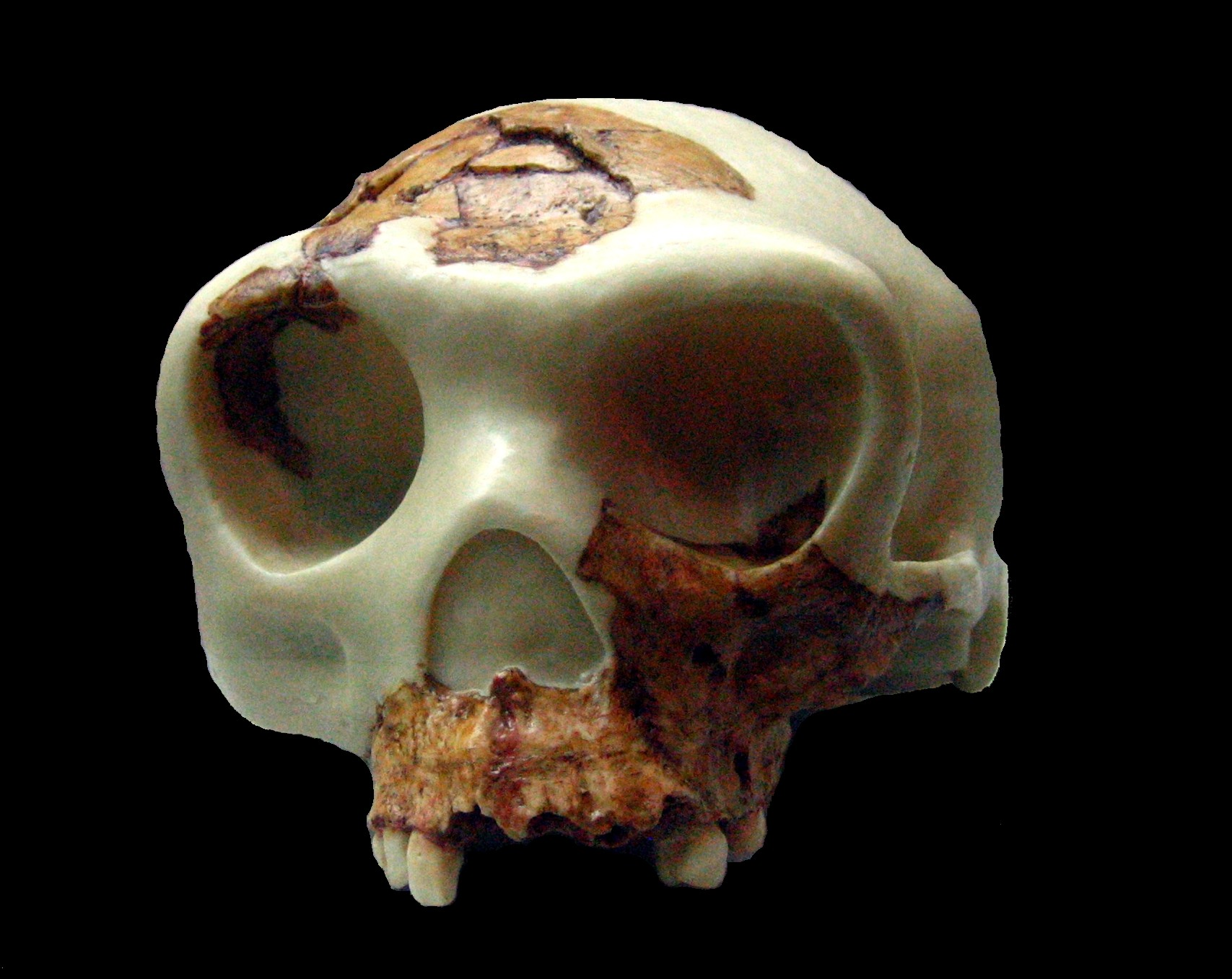
Reconstrucción del cráneo del Homo antecessor a partir de una reproducción de los fragmentos hallados (Museo de Arqueología de Cataluña en Barcelona).

A partir de la reconstrucción del cráneo del H. antecessor partiendo de la reproducción de los fragmentos hallados, se estima una capacidad craneal en el H. antecessor de unos 1000 cc, es decir un menor grado de encefalización que el Homo sapiens (1.350 cc). El cerebro está lateralizado.
Los huesos parietales están aplanados y se unen en un pico en la línea media, perfil denominado tienda de campaña que también encontramos en el H. ergaster africano más arcaico y en el H. erectus asiático. Al igual que el H. ergaster, la apófisis estiloides, justo debajo del conducto auditivo, está fusionada con la base del cráneo. Los arcos superciliares son prominentes. El margen superior de la parte escamosa de los huesos temporales del lado del cráneo es convexo, como en las especies más derivadas.
Respecto a las características del cráneo, los homininos TD6 comparten con los neandertales y humanos actuales un borde superior convexo de la escama temporal, así como una posición anterior del canal incisivo que es casi vertical. Por el contrario, el torus supraorbital de doble arco es claramente distinguible del H. erectus.

### Mandíbula y dentición
Entre los fósiles relacionados con la mandíbula y dentición en Gran Dolina, sobresalen los siguientes:
- ATD6-5, hemimandíbula con tres molares de un individuo joven. Se puede observar que la erupción del tercer molar M3 es irregular, lo que implica que el individuo sufrió dolor de muelas e/o incapacidad de morder. No presenta rasgos preneandertales ni parecido con H. ergaster.
- ATD6-38, tamaño y forma similar a ATD6-69. La topografía sugiere la presencia de una fosa canina (Arsuaga, 1999).
- ATD6-69 representa al denominado chico de la Gran Dolina (H3). Corresponde con gran parte lado izquierdo cara, excepto las apófisisis frontales de los huesos cigomáticos y maxilares. Edad dental: 10-11 años. Morfología y patrón desarrollo dental, modernas (BdC 1999) con rasgos más cercanos a cráneos de Zhoukoudian, Dali y Cromagnon que a neandertal.[30][31] Recientemente se ha determinado que corresponde a un individuo de sexo femenino.[18]
- ATD6-92 fragmento de diente de individuo masculino, que fue utilizado para realizar la primera datación ESR de H. antecessor [32] y obtener el proteoma humano más antiguo hasta ahora.[33]
- ATD6-93 M1 inferior derecho con el mayor diámetro bucolingual encontrado hasta ahora en el género Homo.[29]
- ATD6-96 fragmento izquierdo de la mandíbula de una mujer muy joven. Tubérculo pterigoideo hipertrofiado, característica apomórfica neandertal.[34]

En general, la mandíbula inferior es más grácil que la de otros humanos arcaicos, aunque muestre algunas características arcaicas, pero la forma de la muesca mandibular es similar a la humana moderna, y la parte alveolar (adyacente a los dientes) es completamente vertical como en los humanos modernos. Como muchos neandertales, el tubérculo pterigoideo medial es grande. A diferencia de la mayoría de los neandertales, no hay espacio retromolar entre el último molar y el final de la mandíbula.
Los incisivos superiores tienen forma de pala (el lado lingual es cóncavo), rasgo característico de otros humanos euroasiáticos, incluidos los modernos. Los caninos tienen un cíngulo (protuberancia hacia la base) y la cresta esencial (hacia la línea media) como caracteres derivados, pero retienen las cúspulas (pequeñas protuberancias) cerca del borde del incisivo como caracteres más arcaicos. Las coronas de los premolares superiores son derivadas, casi simétricas y con una cúspide lingual (en el lado del diente en contacto con la lengua), y un cíngulo y surcos longitudinales en la región bucal (en el lado en contacto con el tejido bucal). Los molares superiores muestran ciertos rasgos de los neandertales. Los dientes mandibulares son bastante arcaicos. El P3 (primer premolar inferior) tiene una corona asimétrica y es más pequeño que P4, como otros Homo primitivos. El M1 (primer molar inferior) es más pequeño que M2 y las cúspides de las coronas molares tienen forma de Y. La distribución del esmalte dental es de tipo neandertal, más grueso en la periferia que en las cúspides.
La muestra dental del H. antecessor (ATD6-69 y ATD6-13) se ha utilizado para evaluar la variabilidad del tejido dental de los caninos permanentes (a partir de los 6 años de edad del individuo). Se han usado técnicas microtomográficas para medir los volúmenes de la corona y las áreas de superficie de sus capas de esmalte y complejos de dentina-pulpa de H. antecessor, y comparar los resultados con los datos obtenidos de homininos de la Sima de los Huesos (16 muestras) en Atapuerca, los de Krapina (12 muestras) en Croacia y los de otros yacimientos conocidos (58 muestras). Los resultados muestran una variabilidad significativa entre los caninos de los individuos H1 (piezas dentales: ATD6-1, ATD6-6 y ATD6-13)  y H3 (ATD6-69), que podría ser interpretado como un signo de dimorfismo sexual, ya que las mujeres tienen dientes más pequeños, esmalte relativamente más grueso y una menor proporción de cobertura de las encías. H1 podría ser un individuo masculino y H3 un individuo femenino (tasa de fiabilidad del 92,3%). Futuros descubrimientos podrán apoyar o refutar esta hipótesis.

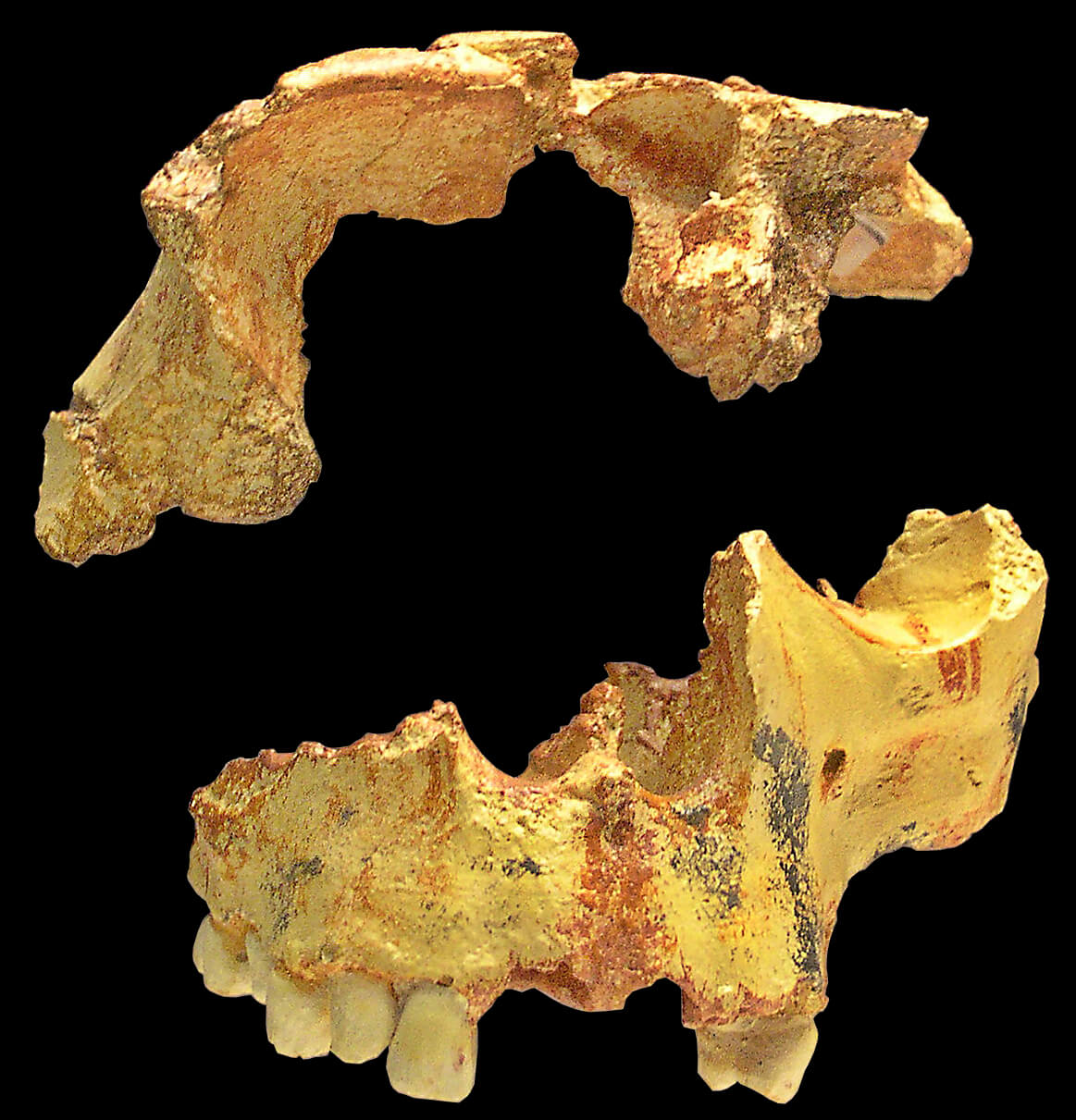
Cráneo incompleto de "Homo antecessor" en Gran Dolina (ATD6-15 y ATD6-69).

Un estudio que utiliza la microtomografía computerizada sobre las crestas trigónidas de los molares ha comparado 274 molares del nivel TD6 (14 muestras) y de homininos africanos, europeos y asiáticos del Pleistoceno y de humanos modernos (resto de muestras), para verificar la superficie esmaltada externa y la unión dentina esmaltada. La mayoría de los molares TD6 expresan ausencia o discontinuidad en las crestas trigónidas. Los resultados muestran que H. antecessor presenta crestas medias trigónidas, aunque en menor frecuencia que otros homínidos de Eurasia, lo que sugiere que esta característica no es una apomorfia neandertal al no ser exclusiva de esta especie. Los datos apoyan la hipótesis que el asentamiento de Europa pudo ser el resultado de varias migraciones, en diferentes momentos, viniendo de la “misma población fuente” localizada en Eurasia Occidental. El H. antecessor pudo ser un grupo de esta población fuente que se estableció en la parte más occidental de Europa durante el Pleistoceno Inferior.
En 2020 se logró obtener fragmentos peptídicos del esmalte dental del H. antecessor y se evidenció que estos homininos pertenecían a un linaje hermanado próximo a los homininos del Pleistoceno Medio y Superior, incluyendo humanos modernos, neandertales y denisovanos. Los estudios paleoproteómicos de Enrico Capellini usando un espectrómetro de masas han permitido identificar una cantidad significativa de la matriz orgánica de proteínas del esmalte de un pequeño fragmento de diente. El H. antecessor tenía una secuencia de aminoácidos peculiar en sus proteínas dentales, que reforzaba su identidad como especie, al mismo tiempo que la ligaba de manera estrecha con los neandertales, los H. sapiens y los denisovanos. Estos resultados han sido confirmados por un segundo laboratorio en la Universidad Pompeu Fabra y CSIC de Barcelona.
La morfología dental es muy parecida a la del H. erectus. En la mandíbula está presente la fosa canina, ausente en el H. erectus de Asia. El M1 inferior es similar al HSAM. El esmalte grueso en molares permanentes es similar a Homos extintos y existentes. El porcentaje de dentina en corona total es similar a los valores obtenidos de humanos modernos bajos, pero más alto en el lateral, cercano al neandertal. Los dientes exhiben grandes dimensiones de dentina coronal y radicular, así como un patrón esmaltado delgado, que tradicionalmente se ha considerado una autapomorfía neandertal. Para María Martinón y colaboradores (2019), la evaluación de la muestra dental respalda la validez taxonómica de H. antecessor.
En resumen, podemos decir:
- Los caracteres primitivos de la dentición incluyen dientes robustos, premolares con raíces múltiples e incisivos en forma de pala en el maxilar superior.
- Los caracteres derivados incluyen caninos y algunos dientes anteriores reducidos en tamaño.
- Los patrones de erupción de los dientes parecen ser similares a los de los humanos modernos, lo que sugiere las mismas tasas de desarrollo.
- Mandíbula sin mentón.
- La mandíbula inferior es más fina que la del H. ergaster y H. habilis.
- Los dientes postcaninos son más pequeños que en H. habilis, dentro del rango de H. ergaster, H. erectus y H. heidelbergensis.

### Morfología facial

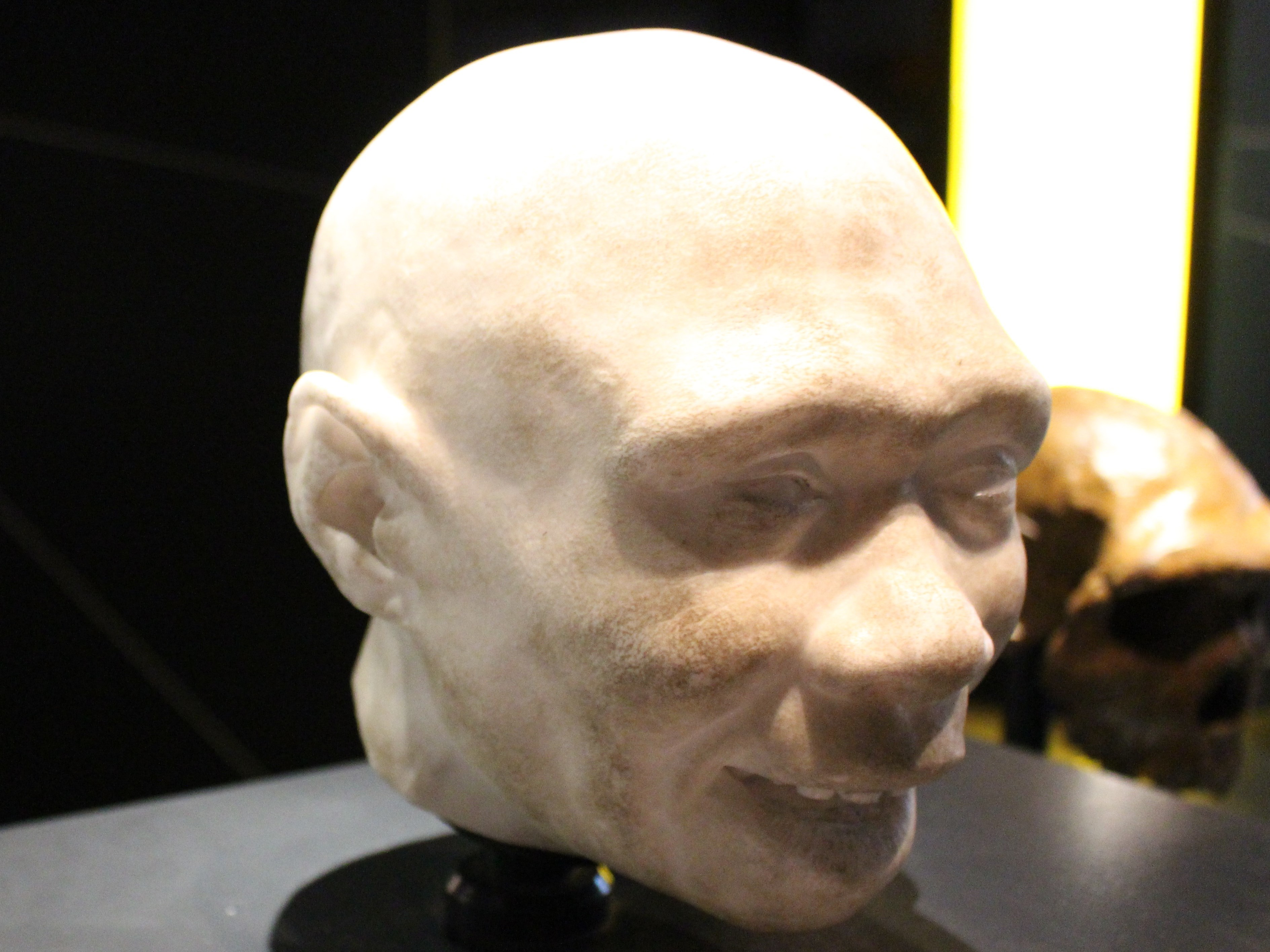
Cabeza de un niño H. antecessor en el Museo de Historia Natural de Londres.

La anatomía facial de H. antecessor, aunque es incompleta, se conoce desde 1997 sobre todo por los restos dentales y craneofaciales del individuo inmaduro ATD6-69 de Gran Dolina, de 0,78-0,90 Ma, correspondientes a un individuo de 10-11,5 años. Su morfología facial fue el sello distintivo para definir una nueva especie y presentarla como el posible ancestro común de H. neanderthalensis y H. sapiens. Esta morfología del ATD6-69 entra dentro del rango de variabilidad de los humanos modernos y de los humanos arcaicos del Pleistoceno Medio de Asia Oriental, en oposición a los humanos arcaicos o neandertales de Eurasia occidental o del Pleistoceno Medio africano. Los rasgos más notables son una cara completamente plana, una orientación coronal de la superficie infraorbitaria, una cresta cigomaticoalveolar curvada (el hueso que conecta la mejilla con la parte del maxilar superior que sujeta los dientes), una nariz proyectada hacia afuera y la presencia de una fosa canina muy marcada. El equipo de investigación dirigido  por el Dr. Arsuaga concluyó que ciertos caracteres derivados de la topografía facial eran diferentes de los primitivos del clado Homo.  Las mandíbulas del H. antecessor son menores que las de los especímenes del Homo africano, o los homininos del Pleistoceno Medio europeo o los neandertales. Los homininos de TD6 y Zhoukoudian son los únicos con un tubérculo cigomaxilar proyectado. Por otra parte, los homininos de TD6 comparten con los neandertales y humanos actuales un borde superior convexo de la escama temporal, así como una posición anterior del canal incisivo que es casi vertical.

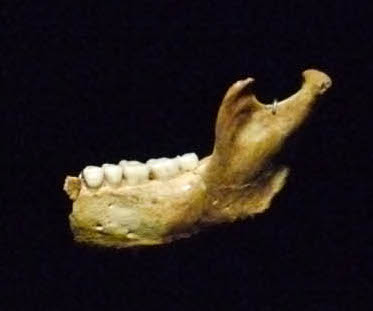
Mandíbula ATD6-96 de una mujer joven.

Cabe destacar que cuando se encontró la mandíbula ATD6-96 en 2003, muchas de sus características se encontraban ya en el H. erectus, lo que llevó a ciertos autores a sugerir que el H. antecessor era una variante geográfica europea del H. erectus “Clásico”.
Las dudas sobre la morfología facial provienen de que ésta se ha definido basada solamente en un espécimen subadulto. En 2013, la antropóloga Sarah Freidline y sus colegas determinaron estadísticamente que las características evocadas anteriormente no desaparecerían con la madurez. H. antecessor sugiere que el rostro humano moderno evolucionó y desapareció varias veces en el pasado, lo que no es improbable, ya que la anatomía facial está fuertemente influenciada por la dieta y, por lo tanto, por el medio ambiente.
H. antecessor tiene una combinación única de características en la morfología facial, con rasgos modernos derivados que incluyen una fosa canina de aspecto moderno, con un pómulo “hueco” y nariz saliente, y unos rasgos arcaicos con una frente baja y un arco superciliar marcado, similar al H. erectus chino y los neandertales, y un bollo occipital que sobresale en la parte posterior del cráneo.

### Torso
En el nivel TD6 del Pleistoceno inferior del yacimiento paleontológico de Gran Dolina, en la Sierra de Atapuerca, se han recuperado nueve costillas que pertenecen a un mínimo de tres individuos jóvenes de la especie Homo antecessor. Entre estos fósiles sobresalen los siguientes:
- ATD6-97, décima costilla izquierda, muy fragmentada, y sin edad determinada.
- ATD6-39, décima costilla derecha, en doce fragmentos, de un joven de unos 12 años.
- ATD6-66, tercera o cuarta costilla izquierda, y ATD6-88, cuarta o quinta costilla derecha, que podrían corresponder al mismo individuo de 18 años de edad.
- ATD6-79, segunda costilla derecha, de un joven de al menos 12 años, y ATD6-108, primera costilla derecha, en cinco fragmentos de un joven de 14 años. Basándose en la edad estimada, y el tamaño y grado de desarrollo de la inserción para los músculos serratos, se puede indicar que ambas corresponden al mismo individuo, de 14 años a su muerte.
- ATD6-85, octava o décima costilla derecha, en nueve fragmentos, de un adolescente o joven adulto.
- ATD6-89 y ATD6-206, séptima costilla izquierda, en seis fragmentos de un joven de edad mínima de 11 años.
- ATD6-251, décima costilla derecha, con casi todo el eje completo, fragmentada en seis restos, de un individuo inmaduro.

También se han recuperado restos fósiles de clavículas, entre los que destacamos
- ATD6-50 clavícula larga y fina (aunque gruesa respecto al humano actual) con curvatura eje pronunciada y epífisis pequeña, similar al neandertal, que podría corresponder a un macho.
- ATD6-43, un radio adulto (hueso del antebrazo) que podría ser masculino por su tamaño, o femenino por su gracilidad.

Respecto al tamaño del tórax de los homininos TD6, solo disponemos de una única costilla media torácica (ATD6-89 y ATD6-206) y de dos clavículas (ATD6-50 y ATD6-37) para estimarlo. La longitud de estas está relacionada con el ancho de la parte superior del torso. Se ha realizado un estudio comparativo con una muestra que incluye humanos modernos, neandertales y H.ergaster. Basándose en el registro de costillas de Homo antecessor actual, no se puede probar ni refutar la hipótesis de que esta especie presentaba un tórax grande similar al de los neandertales, quienes presentan una capacidad torácica y volumen pulmonar un 20% superior a los humanos modernos. Pero el registro de costillas y las largas clavículas apoyan la hipótesis de que el H. antecessor, como los neandertales, tenían un tórax más ancho que los humanos modernos, lo que podría corresponder a un cuerpo primitivo bauplan, ligado a cuerpos anchos y pesados heredados de su ancestro en el Pleistoceno Medio.
Se han recuperado también dos atlas (la primera vértebra cervical) y son indistinguibles de las de los humanos modernos. Para el axis (segunda vértebra cervical), el ángulo de la apófisis espinosa (que sobresale de la vértebra) es de unos 19.º, comparable con los neandertales y los humanos modernos, y divergiendo de los 8.º del H. ergaster. El esternón es estrecho. El acromion es pequeño. El omóplato es similar a todos los Homos, lo que indica que el H. antecessor no era un trepador tan hábil como los simios o las especies pre-erectus, pero era capaz de lanzar proyectiles con eficacia, como piedras o lanzas. El foramen vertebral que alberga la médula espinal, es estrecho respecto a los humanos modernos. La columna vertebral en su conjunto se alinea con los humanos modernos.

### Extremidades
Las conclusiones de los estudios de las manos y pies sugieren que los homininos TD6 exhiben una morfología más similar a los humanos modernos que a los neandertales y sus predecesores del Pleistoceno Medio europeo. Entre los fósiles relacionados con las extremidades en Gran Dolina, sobresalen los siguientes:
- Extremidades superiores:
  - ATD6-22 y ATD6-43, fragmentos de radio, el segundo casi completo.
  - ATD6-121 húmero infantil.
  - ATD6-148  húmero izquierdo de joven vigoroso, “Rafa”, en el que se ven evidencias de haber sido fragmentado para obtener la médula de su interior. Marcas de descarnado y de ruptura de los cóndilos para separar las masas musculares. Como el ATD6-121, gran fosa de olécranon y pilares laterales y mediales muy finos, como los homínidos del Pleistoceno Medio europeo, los neandertales y los de Bodo.[42]

El radio incompleto ATD6-43 es extrañamente largo (257 mm) y recto para alguien que vive tan al norte, y recuerda a los primeros humanos modernos y a las poblaciones tropicales, frente a los neandertales de extremidades más cortas. Podría indicar un índice braquial alto (relación de longitud entre el radio y el húmero) y proporciones más próximas a H. ergaster y humanos modernos que a pre-neandertales y neandertales. La sección transversal del eje radial es bastante redonda y grácil en toda su longitud. Como en los humanos arcaicos, el cuello radial cerca del codo, es largo, lo que da más fuerza al bíceps braquial. La tuberosidad radial (protuberancia ósea que sobresale debajo del cuello radial) se coloca hacia el lado frontal cuando el brazo se orienta hacia afuera, como en los humanos modernos y el H. heidelbergensis, a diferencia de los neandertales o los homininos más arcaicos.
- Extremidades inferiores:
  - ATD6-56 rótula izquierda asociada a rótula derecha ATD6-22, con evidencia de traumatismo.
  - ATD6-95 y ATD6-70+107 astrágalo izquierdo casi completo y 2.º metatarsiano derecho quizás de un macho adulto. El astrágalo es largo y alto, con tróclea larga y ancha y con un cuello corto.
  - ATD6-124 partes del 4.º metatarsiano derecho. El hueso se estaba soldando tras una rotura al morir.[43] Esta fractura sugiere que la población recorría grandes distancias o se desplazaba por un terreno desigual.

La articulación del tobillo está adaptada para soportar grandes tensiones (estudio basado en los fósiles ATD6-95 y ATD6-124), lo que puede indicar un plan corporal pesado y robusto, muy parecido al de los neandertales (Pablos, 2012).
Como otros humanos arcaicos, el fémur presenta una fosa trocantérica desarrollada y una cresta posterior, rasgos muy variables entre los humanos modernos. Las dos rótulas conocidas, ATD6-22 y 56, tienen forma subrectangular y no subtriangular, aunque son más estrechas que en los humanos modernos. Son pequeñas y finas, sobre todo en las hembras. El vértice de la rótula (el área que no se une a otro hueso) no está bien desarrollado, lo que deja poca inserción para el tendón rotuliano. Las caras mediana y lateral de la articulación de la rodilla son parecidas en ATD6-56, y la mediana es más grande en ATD6-22, mientras que la lateral suele ser más grande en los humanos modernos.
Las falanges y metatarsianos del pie son comparables a los humanos modernos, pero la falange del dedo gordo del pie es bastante robusto, quizás relacionado con la forma en que el H. antecessor se levantaba del suelo. El astrágalo (hueso del tobillo) es excepcionalmente largo y alto, así como la cara que conecta con la pierna (tróclea), quizás por la forma en que se transmitía el peso corporal. La tróclea larga provocó un cuello corto del astrágalo, que conecta la cabeza del astrágalo con los dedos del pie y el cuerpo del astrágalo con la pierna. Esto parece similar al caso de los neandertales, como una respuesta a un cuerpo pesado y robusto, para aliviar una mayor tensión en el cartílago articular en la articulación del tobillo. Esto también habría permitido una mayor flexión.

### Estructura y ciclo de vida delHomo antecessor
La mayoría de los restos analizados del H. antecessor corresponden a individuos subadultos o infantiles, por lo que parte de lo que sigue corresponde a inferencias.
El tamaño y forma del cuerpo era similar a los humanos modernos, pero más robusto, con el tronco más ancho. Una gran mayoría de individuos medirían entre 160 y 180 cm, siendo el promedio de los machos algo superior al de las hembras, como en el caso de los humanos modernos.
Se ha estimado que el espécimen macho de clavícula adulta ATD6-50, medía entre 162 y 187 cm (media 174,5 cm), basado en la comparación entre longitud de clavícula y estatura de la población moderna de la India. El radio adulto ATD6-43 debía pertenecer a un individuo de 172,5 cm de altura según la comparación de longitud radial y estatura entre varias poblaciones modernas. Basados en el hueso del pie metatarsiano, se estima que un macho H. antecessor medía 173 cm, y una hembra 169 cm, a comparar con un promedio de 163,5 cm para los neandertales de Europa occidental, y de 178,4 cm para los primeros humanos europeos modernos.
Respecto al ciclo de vida del H. antecessor, se cree en un parto similar al H. sapiens en cuanto a la fisiología, movimientos del niño y modo de presentación, pero con un tránsito más holgado por el canal del parto debido a mayores dimensiones de la pelvis, aunque nos falta evidencia de una pelvis completa. La lactancia se prolongaría entre 3 y 4 años. El desarrollo sería probablemente casi tan largo y complejo como en nuestra especie, con infancia, niñez, fase juvenil y adolescencia, incluido un estirón puberal de intensidad similar a la nuestra.
En 2010 se estimó que el individuo ATD6-112, representado por un primer molar superior e inferior permanentes, murió entre los 5,3 y 6,6 años de edad según las tasas de formación de dientes en chimpancés (estimación baja) y humanos modernos (baja). Los molares apenas están desgastados, lo que significa que el individuo murió poco después de que erupcionara el diente y que la erupción del primer molar ocurrió a esta edad. La edad está dentro del rango de variación del humano moderno, y podría indicar que el H. antecessor tuvo una infancia prolongada, una característica de los humanos modernos en la que tiene lugar un desarrollo cognitivo importante.
Su longevidad era menor que la del H. sapiens. Su estilo de vida no permitiría una vida más allá de los 40 o 45 años. La esperanza de vida al nacimiento sería de entre quince y veinte años. Entre las posibles causas de muerte podemos encontrar: parto, infecciones de heridas y de la cavidad bucal, traumatismos producidos por golpes accidentales o por violencia intraespecífica, o por predadores.

### Patologías
Algunos de los fósiles recuperados de ATD6 presentan manifestaciones óseas patológicas. A continuación se indican algunas de estas patologías:
- La cara parcial del ATD6-69 tiene un M3 ectópico (tercer molar superior izquierdo) que erupcionó incorrectamente, provocando  la impactación y el bloqueo de M2. La impactación de M3 es bastante común en los humanos modernos (hasta 50% en algunas poblaciones), pero es rara en M2 (0,08 a 2,3%). La impactación puede dar lugar a lesiones secundarias, como caries dentales, reabsorción radicular, quistes dentígeros o queratoquistes.[46]
- La mandíbula ATE9-1 presenta desgaste dental severo, abrasión de las coronas de los dientes y reabsorción ósea en la raíz, tanto que los conductos radiculares de los caninos están expuestos. El trauma es consistente con la enfermedad de las encías debido a una sobrecarga de los dientes por haber utilizado la boca para transportar objetos. Esta condición se encontró también en restos posteriores de la Sima de los Huesos.[47]
- La rótula izquierda ATD6-56 tiene un osteofito (excrecencias óseas) de 4,7 mm x 15 mm en el margen inferior. Los osteofitos suelen formarse como respuesta al estrés por una osteoartritis, resultante del envejecimiento o de una carga inadecuada de la articulación por desalineación ósea o la laxitud de los ligamentos. En el caso de ATD6-56, la carga incorrecta fue quizás la causa. Ponerse en cuclillas y arrodillarse con frecuencia puede provocar esta condición, pero si el hueso de la rodilla derecha ATD6-22 (que no tiene este trauma) pertenece al mismo individuo, entonces es poco probable que esta sea la causa. Si es así, la lesión pudo ser causada por un trauma local, como una tensión en el tejido blando alrededor de la articulación debido a una actividad de alta intensidad, o una fractura del fémur izquierdo y/o de la tibia, lo que no se puede confirmar ya que estos huesos no están asociados a este individuo.[48]
- El cuarto metatarsiano derecho ATD6-124 tiene una lesión de 25,8 mm x 8 mm en el lado medial (hacia la línea media del hueso) compatible con una fractura de marcha, que suele encontrarse actualmente en soldados, corredores de larga distancia o personas con pies planos, cuyos huesos fallan debido a la actividad repetitiva de alta intensidad. Los neandertales posteriores desarrollaron un esqueleto inferior más robusto para resistir tal movimiento a través de terrenos irregulares. Se ha identificado otro ejemplo de la afección en la Sima de los Huesos en humanos arcaicos, por lo que se cree que estas fracturas de marcha eran una lesión común para ellos dado que la fractura curada no deja una marca visible, y debido a su presunto estilo de vida de alta intensidad.[49]

### Características morfológicas delHomo antecessor
En resumen, Homo antecessor se caracteriza por una combinación única de características plesiomórficas y derivadas:
- Plesiomórficas  (caracteres primitivos) .
  - Dentición.
  - Rasgos endocraneales de los parietales.
  - Frente huidiza y toro supraorbital de doble arco.
  - El proceso estiloides está fusionado al basicráneo.
  - Suelo nasal inclinado.
  - Ausencia de mentón.
  - Posición del foramen mentoniano al nivel de P3-P4 mandibular.
  - Baja posición de la línea milohioidea respecto al margen alveolar en el nivel M3 mandibular.
  - Fosa pterigoidea poco profunda.

- Apomorfias  (caracteres derivados) compartidas con hominini posteriores .
  - Torus supraorbital doblemente arqueado.
  - Aplanamiento parasagital de las superficies superiores en los parietales.
  - Posición de la prominencia lateral al nivel del talónido del M2 mandibular. Ausencia de prominencia alveolar alveolar. Trigonum postmolare inclinado oblicuamente. Fosa masetérica poco profunda y alveolar algo más profunda. Perfil regular del gonion. Ratio longitud/anchura de la arcada alveolar mandibular por debajo de cien.
  - Incisivos permanentes mandibulares bucolingualmente expandidos respecto a Homo habilis y otros hominini del Pleistoceno Inferior. P3>P4 para el área coronal de los premolares. Dientes postcaninos más pequeños que en H. habilis y similares a H. ergaster, H. erectus y hominini europeos del Pleistoceno Medio. M3 mandibular reducido respecto a M1 y M2.
  - Tuberosidades radiales enfrentadas anteromedialmente.
  - El patrón de remodelación facial en la ontogenia.
  - La ontogenia dental.

- Características derivadas, compartidas con neandertales y HSAM .
  - Borde superior convexo de la escama del temporal, y una posición anterior del conducto incisivo, que es casi vertical (Arsuaga, 1999).
  - Planum alveolare ausente o débil.
  - Capacidad craneal estimada en más de 1000 cm3.

- Características derivadas, compartidas con HSAM .
  - La cara más moderna que homínidos africanos del Pleistoceno Inferior, con prognatismo pronunciado. Es plana, con un nasal saliente, maxilar poco proyectado y mandíbula delgada. Fosa canina por reorientación hacia adelante y debajo de las placas infraorbitarias cuyo borde inferior parte de una posición horizontal y alta.
  - Posición medial del punto más profundo de la hendidura mandibular.
  - Rótula algo estrecha, con índices rotulianos altos.

- Características derivadas, compartidas con neandertales y preneandertales de la Sima de los Huesos.
  - Presencia de un tubérculo pterigoideo medial.
  - Polígono oclusal reforzado y comprimido, y un contorno externo sesgado de la M1 permanente con protuberancia abultada del hipocono.
  - La región mastoidea es una reminiscencia del neandertal.
  - Incisivos superiores permanentes con forma de pala, especialmente I2.
  - Presencia cresta media del trigónido.
  - Fosa olécranona grande y pilares medianos y laterales muy finos.
  - Clavícula muy larga, delgada (poca robustez), curvada en el eje y epífisis pequeña.
  - Tróclea del astrágalo estrecha.

## Contexto cultural delHomo antecessor
Consideraremos el tipo de industria lítica utilizada por el H. antecessor, el paleohábitat en el que habitaban, y el tipo de alimentación que tenían, incluidas las muestras de canibalismo.

### Tecnología
Se han recuperado varios conjuntos líticos en la Sierra de Atapuerca (España), en los diversos niveles de la Sima del Elefante, Gran Dolina, Galería y Sima de los Huesos, que permiten reconstruir la evolución de la tecnología a escala local durante el Pleistoceno Temprano y Medio:
- Primer poblamiento en los niveles TE9 y TD3-TD4 por Homo sp, de 1,2 Ma, con una tecnología Modo 1 muy primitiva para aprovechar cadáveres caídos en cavidades.
- La primera fase cultural se reveló en el nivel TD6, de antes de 800 ka, con nuevas estrategias de subsistencia y tecnológicas del Homo antecessor, todavía de Modo 1 u olduvayense, con ausencia de hachas de mano. Aquí, el ensamblaje lítico es rico y diversificado. Se intuye la cadena productiva para fabricación lítica: núcleos, lascas, útiles, fragmentos como consecuencia de la actividad de la talla. Uso para cortar carne, preparar huesos para romperlos, descortezar y raer madera, y probable tratamiento de la piel. En TD6 se han documentado actividades de caza y el primer rastro de canibalismo en la prehistoria.
- La segunda fase cultural corresponde a los preneandertales de la Sima de los Huesos, Galería y TD10, hace 500 a 300 ka, con tecnología de Modo 2 o achelense para procesar cadáveres.
- El nivel TD10.1 puede representar la evolución local de la técnica Modo 2 a la Modo 3.

Se ha realizado un estudio completo sobre el ensamblaje lítico de toda la secuencia TD6. El registro arqueo-paleontológico de TD6 consta de más de 9.000 restos faunísticos, 443 coprolitos, 1.046 piezas líticas, 170 restos de homínidos y 91 semillas de Celtis. Parecen existir dos etapas principales de ocupación. En la subunidad más antigua, TD6-3, tanto el tipo de piezas como su escasez evidencian la ligera e infrecuente ocupación homínida de la cueva, mientras que en las subunidades TD6-2 y TD6-1 los restos son ricos y variados, lo que puede reflejar que la cueva Gran Dolina se convirtió en un hito de la región. Sin embargo, el ensamblaje lítico TD6 es extremadamente homogéneo en toda la estratigrafía: los núcleos se tejieron de la misma manera, y los productos y herramientas de amasado tienen características similares.

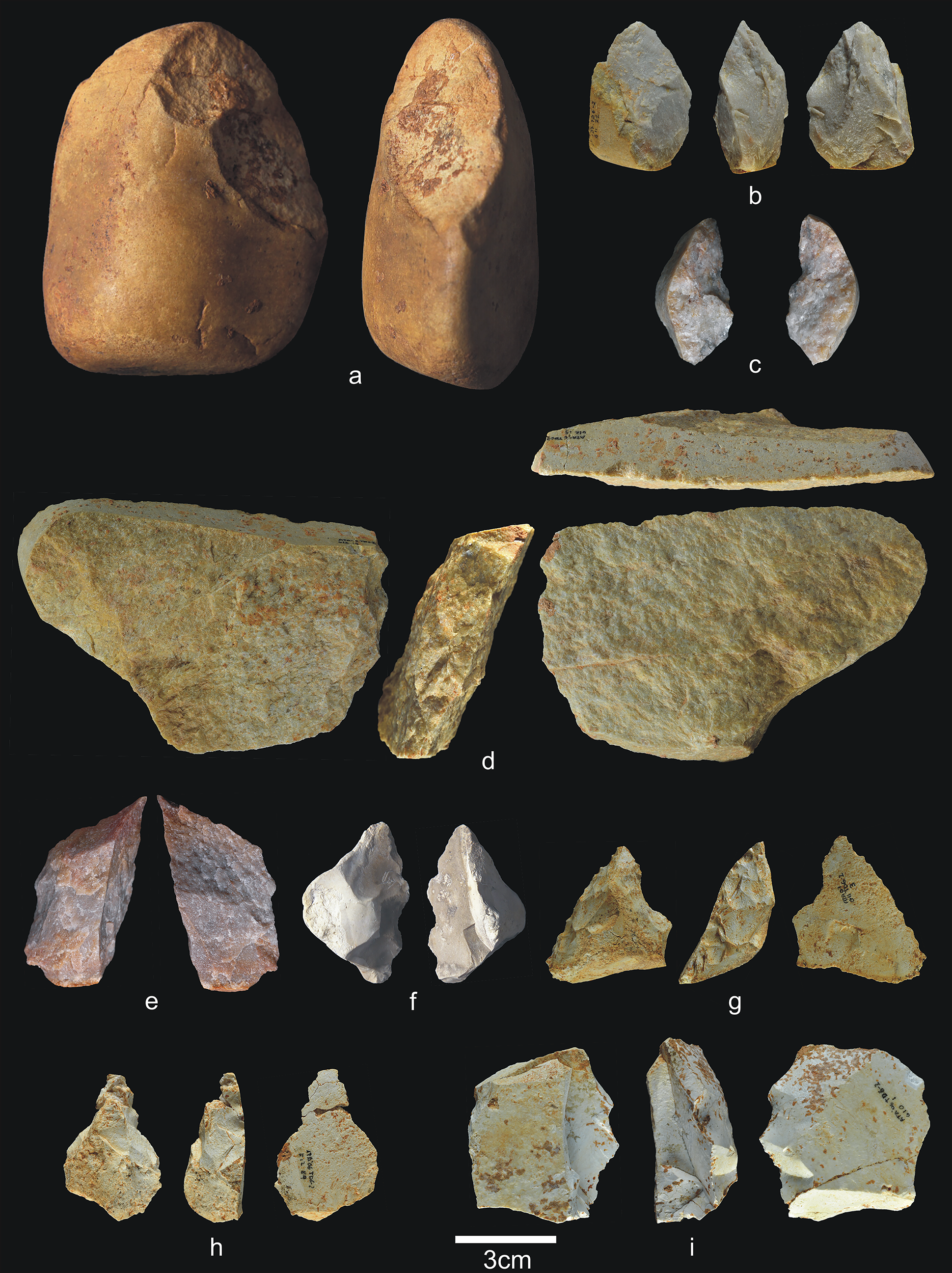
Algunas de las piezas de industria lítica del nivel TD6-2.

H. antecessor producía útiles de piedra sencillos en Gran Dolina. Esta industria se encuentra en otras partes del Pleistoceno Temprano en España, y se distingue por la preparación y afilado de núcleos antes de descascararlos, la presencia de bifaces en bruto y una cierta estandarización en las herramientas. Es por lo tanto una técnica antepasada de la industria achelense. El uso de las herramientas de piedra TD6 es consistente con la abrasión repetida contra la carne, por lo que probablemente se usaron como implementos de carnicería.
En la subunidad TD6-3 se recuperaron 84 herramientas de piedra, sobre todo pequeños guijarros de cuarcita sin modificar, con daños de percusión por golpear elementos como huesos, en lugar de usar implementos más especializados. El 41% de estos ensamblajes son copos, algunos toscos y grandes (promedio 38 x 30 x 11 mm), resultado de habilidades rudimentarias de tallado de la piedra o por usar materiales de mala calidad para trabajarlos. Usaron el método longitudinal unipolar, descascarando solo un lado de un núcleo, probablemente para compensar la falta de planificación previa, optando por tallar guijarros de forma irregular y, por lo tanto, de peor calidad.
En la subunidad TD6-2 se encontraron 831 herramientas de piedra, con mayor variedad de materiales (aunque la mayoría de pedernal), lo que indica que se estaban alejando más de la cueva en busca de mejor materia prima. A menos de 3 km de Gran Dolina, encontramos además de pedernal y cuarzo, cuarcita, arenisca y caliza, minerales aptos para fabricar herramientas de piedra. Produjeron menos guijarros y cortaron más lascas, aunque sin economizar el material, ya que la mitad de los núcleos podrían haber producido más lascas. Además, modificaron ciertos bloques irregulares para hacerlos más manejables. Esta planificación previa les permitió usar el método centrípeto (descascarillar solo los bordes del núcleo) y el método bipolar (colocar el núcleo sobre un yunque y golpearlo con un percutor de pìedra). Hay 62 copos de menos de 20 mm, y 28 de más de 60 mm. Hay 3 copos de gran calidad, quizás de la misma persona. También hay herramientas retocadas: muescas, espinas, útiles denticulados, puntas, raspadores y un solo chopper. Son herramientas pequeñas raras en el Pleistoceno Temprano europeo.
En la subunidad TD6-1 se hallaron 124 herramientas, pero en mal estado, ya que las hienas habían usado esta área como letrina. No hay guijarros ni núcleos, y 44 herramientas están sin identificar. Los copos son pequeños (promedio 28 x 27 x 11 mm), con 10  de menos de 20 mm y solo 3 de más de 60 mm. Los métodos parecen ser los mismos que los de TD6-2. Solo estaban retocadas las 14 lascas más grandes (promedio 35 x 26 x 14 mm): 1 lasca marginalmente retocada, 1 muesca, 3 espinas líticas espinas líticas, 7 raspadores laterales dentados y 1 punta lítica dentada.

### Paleohábitat
Solo se han recuperado unas pocas partículas de carbón vegetal de TD6, provenientes probablemente de un fuego originado en el exterior de la cueva. No hay evidencia de uso de fuego o huesos quemados (cocinar) en las secuencias de ocupación de la Gran Dolina. En otras partes del mundo, el uso del fuego no apareció hasta hace unos 400.000 años. En lugar de usar el fuego, estos primeros europeos debieron resistir fisiológicamente el frío, a través quizás de una dieta alta en proteínas para apoyar un metabolismo acelerado. Puede que usasen abrigos de piel para evitar el frío.

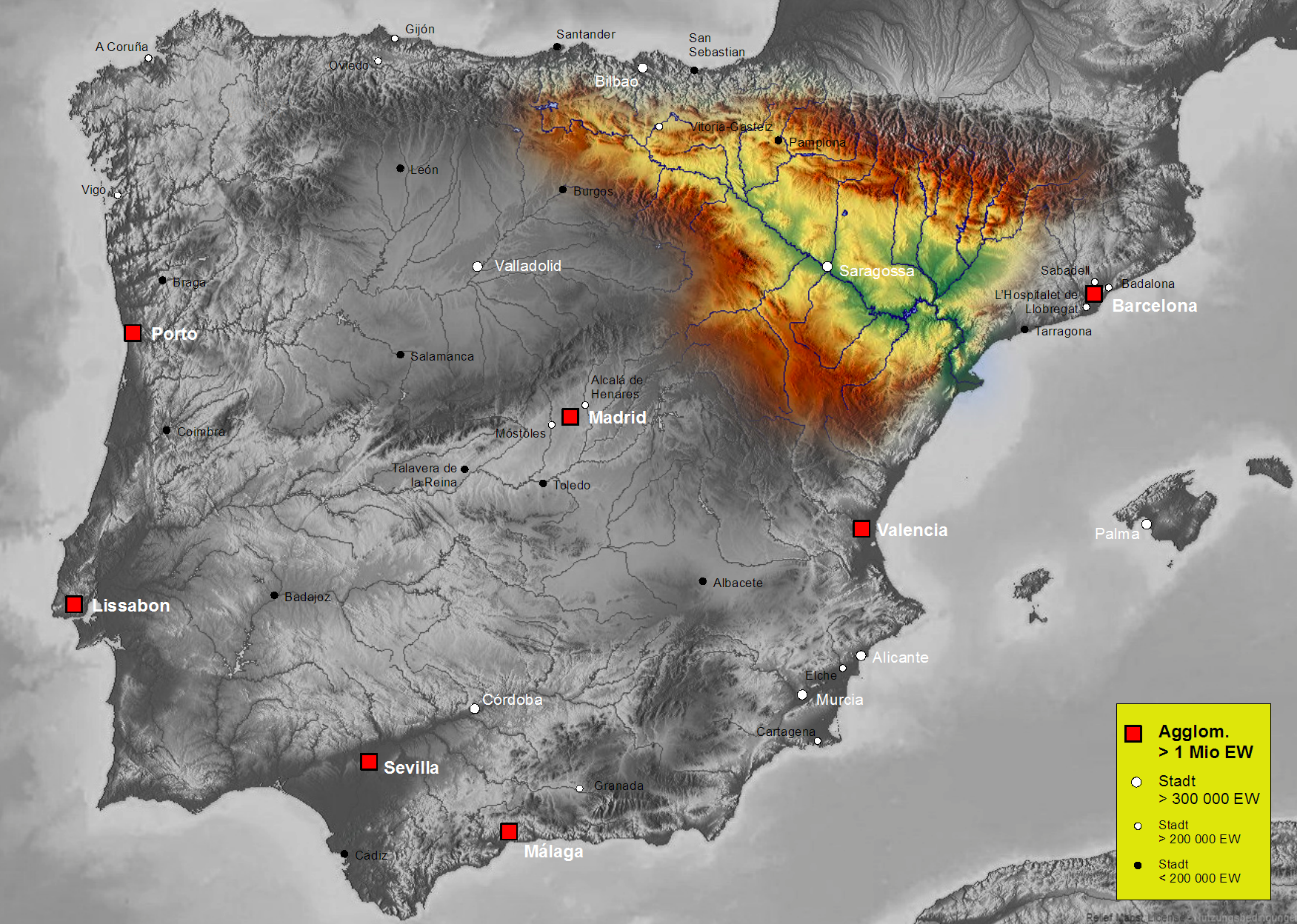
El Homo antecessor debe haberse movido a lo largo del río Ebro, con la Sierra de Atapuerca cerca de sus fuentes.

Del conjunto faunístico asociado en Atapuerca, se deduce un ambiente de bosque abierto o con pradera en proximidad y un remanso o laguna cercano, con clima cálido, de humedad estacional; condiciones climáticas similares a los inviernos actuales de la zona. Estas condiciones climáticas cambiaron hace 600 a 500 ka, cuando se volvieron relativamente duras y frías, lo que hizo que los humanos europeos desarrollaran características similares a las de los neandertales, muchas de las cuales parecen ser adaptaciones a ambientes más fríos.
El clima hace 800 ka debía ser similar al actual, con una temperatura promedio fría de 2 °C en diciembre y enero, y una cálida de 18 °C en julio y agosto. Podría haber temperaturas bajo cero entre noviembre y marzo, pero la presencia de olivos y robles sugiere que este tipo de temperaturas era poco frecuente. Sin embargo, las secuencias de ocupación de TD6 parecen haber sido unos pocos grados más cálidas que las actuales, y H. antecessor probablemente emigró desde la costa mediterránea hacia el interior de Iberia cuando los períodos glaciales más fríos estaban en transición a interglaciares más cálidos, y dominaban los herbazales más cálidos. Es probable que hayan seguido los cursos de agua durante la migración, y en el caso de la Sierra de Atapuerca, muy probablemente el río Ebro.
Los restos de TE9 en la Sima del Elefante indican igualmente un clima generalmente cálido.
Por último, las huellas de Happisburgh se encontraron en marismas de estuario con bosques abiertos de pinos, abetos, abedules, y en áreas más húmedas, alisos con arbustos de brezal y herbazales; la vegetación es consistente con el comienzo de un período más frío o el final de un interglaciar.

### Alimentación
El yacimiento de Gran Dolina parece corresponder a un asentamiento de larga duración, un campamento base. Se ha propuesto una actividad de los homininos fuera de la cueva, pero cerca de ella. La excelente conservación tafonómica de los huesos indica un tiempo muy corto a la exposición externa, un transporte rápido y en distancias muy cortas. Una consecuencia de esta hipótesis es que la datación de los fósiles podría ser más antigua de lo supuesto hasta ahora.
Eran cazadores y recolectores de pequeños animales, huevos y todo tipo de plantas silvestres comestibles. Usaban distintas estrategias para cazar, se organizaban en clanes de 15 a 40 individuos jerarquizados y transportaban las piezas de diferentes formas, seleccionándolas o no según su tamaño, la hora del día, la distancia a la base o la presencia de otros carnívoros en el entorno. De estos hechos podemos inferir una gran complejidad social en el reparto de tareas. Existían contactos esporádicos con otros grupos para evitar la endogamia. La presencia de costillas (que son consumidas por los grandes depredadores) y de marcas de corte realizadas con cuchillos de piedra permite deducir que mataban ellos mismos a estos animales.
Se han estudiado los restos de fauna recuperados de TD3-4-6 de Gran Dolina y de la Sima del Elefante (niveles 9 -14). Abundan restos de faunas por actividades cinegéticas, con marcas de corte en restos esqueléticos, fragmentados sistemáticamente por acción antrópica. Las estrategias de subsistencia lograron que los grupos de homínidos sobreviviesen y se reprodujesen en número suficiente, por lo que estos primeros seres humanos mantuvieron una ocupación continua de Europa.
En la Gran Dolina se han recuperado fósiles de 16 especies animales que incluyen varias especies extintas (el ciervo de gran cornamenta Eucladoceros, el gamo Dama valonetensi, el ciervo rojo Cervus elaphus acoronatus, el bisonte Bison voigstedtensi, el rinoceronte Stephanorhinus etruscus, el caballo Equus stenonis, el zorro Vulpes praeglacialis, el oso Ursus dolinensis, el lobo Canis mosbachensis), la hiena manchada, el jabalí, y varias especies indeterminadas de mamut, mono y lince. Algunos especímenes exhiben marcas de corte consistentes con prácticas de carnicería, y el 13% de los restos de Gran Dolina muestran evidencia de modificación humana. Aparecen 106 ejemplares de ciervos. Los homininos parecen haber transportado los cadáveres enteros de los animales pequeños, y las extremidades y cráneos de los más grandes. Esto indica que el H. antecessor enviaba grupos de caza que mataban y traían las presas para compartirlas con todo el grupo, lo que demuestra cooperación social y división del trabajo. Solo un 5% de los restos muestran daños de animales carnívoros, lo que podría indicar una actividad de carroñero por parte de estos.
En la Sima del Elefante se encuentran además restos de otras especies, con algunos huesos largos de grandes mamíferos agrietados, presumiblemente para acceder a la médula ósea. Otros muestran evidencias de percusión y descarnado. También hay restos de la tortuga de Hermann.
El ambiente montano fresco y húmedo fomentó el crecimiento de olivos, lentiscos, hayas, avellanos y castaños, que H. antecessor pudo utilizar como fuente de alimento, aunque se vuelven más comunes en TD7 y TD8 al avanzar el interglaciar y volverse el ambiente más húmedo. En la unidad TD6 el polen procede sobre todo del enebro y el roble. Los árboles debían crecer a lo largo de ríos y arroyos, mientras las colinas y cordilleras estaban dominadas por pastos. Los individuos de TD6 parecen también haber consumido bayas almez (céltis), que históricamente se han usado por sus propiedades medicinales, más que como alimento por su poca carne.
No existe evidencia de que H. antecessor pudiera manejar el fuego y cocinar, y el desgaste en los molares indica un consumo mayor de alimentos de textura arenosa y mecánicamente más desafiantes que los de las especies posteriores, tales como carne cruda en vez de cocida y tallos reservantes subterráneos. De su higiene sabemos que usaban palillos de dientes para la limpieza de los espacios interdentales.

#### Canibalismo
Ochenta restos de adultos jóvenes y niños de H. antecessor de Gran Dolina exhiben marcas de corte y fracturas similares a las de otros animales, realizadas con implementos de piedra, indicativas de canibalismo, y son los segundos restos más comunes con evidencia de matanza. El uso eficiente de estos cuerpos humanos puede explicar que la mayoría de los huesos estén rotos o dañados. No hay cráneos completos, los elementos de la cara y parte posterior del cráneo se percutieron y se cortaron las inserciones musculares en la cara y la base del cráneo. La rotura de la cara fue probablemente para acceder al cerebro. Debió golpearse la corona de la cabeza, provocando cicatrices de impacto en los dientes en la línea de las encías. Varios fragmentos de cráneo presentan descamación.
Las costillas también tienen marcas de corte en inserciones musculares compatibles con el destripamiento, y ATD6-39 tiene cortes a lo largo de la costilla en el mismo sentido. Los músculos de la nuca fueron cortados y la cabeza y el cuello separados del cuerpo. Las vértebras a menudo se cortaban, pelaban y percutían. Se cortaron los músculos de todas las clavículas para separar el hombro. Un radio, ATD6-43, fue cortado y pelado. El fémur fue destrozado para extraer la médula ósea. Las manos y los pies exhiben de forma variable percusión, corte o descamación, probable resultado de un desmembramiento.
En resumen, se prepararon las áreas más carnosas y el resto se descartó. Esto sugiere un sacrificio humano con fines nutricionales (quizás en circunstancias extremas), pero la cara muestra más marcas de corte que las de los animales. Cuando esto se ve en especímenes humanos prehistóricos modernos, se interpreta como evidencia de exocanibalismo, la costumbre de alimentarse de personas de grupos sociales ajenos, como un enemigo de una tribu vecina. Una posible interpretación de esta abundancia de cortes en la cara en H. antecessor sería la diferencia de estructura de las uniones musculares entre humanos y presas animales, que necesitarían más cortes para el rostro humano o el hecho de que los carniceros estaban menos familiarizados con descarnar humanos.
No obstante, H. antecessor es muy abundante entre los sacrificados, y el conjunto está compuesto sobre todo por adultos jóvenes, sin individuos mayores. En 2010, se planteó la hipótesis de que estaban practicando exocanibalismo y cazando a los miembros de las tribus vecinas. Según otro análisis, el entorno del H. antecessor era muy rico en recursos, con un nicho vacío para los predadores, y los homínidos podían aprovisionarse de forma continua de abundante carne y grasa, por lo que hay que descartar el hambre como causa del canibalismo. Podría tratarse de víctimas de enfrentamientos territoriales de carácter estructural. En 2019, otros paleoantropólogos argumentaron que la demografía se puede explicar como el consumo de miembros de la tribu que ya habían muerto por causas naturales, y para evitar que se desperdiciasen unos alimentos valiosos, sobre todo considerando la alta tasa de mortalidad joven de estos grupos. Esta hipótesis recibe el nombre de «canibalismo cultural».

### Territorio y organización espacial
Los registros arqueo-paleontológicos kársticos de las cuevas de la Sierra de Atapuerca y los yacimientos al aire libre han confirmado un poblamiento continuo desde el Pleistoceno Inferior al Holoceno con varias especies de homínidos (Homo antecessor, Homo heidelbergensis, Homo neanderthalensis y Homo sapiens) explotando el mismo territorio: la Sierra de Atapuerca y la Cuenca del Arlanzón. Según estos autores, -y sobre la base de las evidencias demostradas en las prospecciones sistemáticas intensivas en 314 km2 (un área de 10 km de radio de la Sierra de Atapuerca)-, la consecuencia arqueológica de la continua ocupación territorial de la misma zona desde 1,3 Ma hasta el Holoceno ha sido el depósito de cientos de sitios al aire libre con industrias líticas, con campamentos, talleres de sílex y otros sitios con actividades económicas complementarias. Sin embargo, los sitios al aire libre en este territorio con artefactos líticos olduvayenses (Modo 1) son muy escasos en comparación con los sitios al aire libre del Achelense (Modo 2) y del Musteriense (Modo 3). En consecuencia, según el autor citado, estos datos arqueológicos territoriales sugieren una mayor movilidad residencial y una menor organización social en el Pleistoceno Inferior que en el Pleistoceno Medio y Pleistoceno Superior.

## Taxonomía
En los años ochenta del siglo XX cambió la interpretación del registro fósil de los homínidos, lo que supuso la partición de algunos hipodigmas en especies distintas y bien definidas. El paradigma de una evolución anagenética del género Homo en tres grados evolutivos no siempre bien diferenciados dejó paso a un modelo más complejo con un mayor número de especies y una contemporaneidad de líneas evolutivas distintas y la extinción de todos los linajes, excepto el del H. sapiens.
Esto produjo dos problemas interrelacionados: definir el concepto de especie (este concepto biológico no se puede aplicar a las investigaciones paleontológicas) y la elección del método apropiado para reconocer paleoespecies en el registro fósil. Definir una larga lista de caracteres cualitativos y cuantitativos esqueléticos y dentales, cuya variación se pueda comparar con la de las especies actuales, y que permitan reconocer las unidades taxonómicas básicas en un cierto conjunto de restos fósiles. Se introdujo entonces la cladística en la evolución humana, un concepto filogenético de especie nacido del propio proceso evolutivo. Los caracteres no son elementos estáticos, sino resultado del proceso evolutivo. Algunos investigadores propusieron reconocer las especies fósiles por el uso de caracteres derivados exclusivos, pero otros creen que una paleoespecie puede aceptarse si se pueden distinguir un conjunto o combinación única de caracteres, aunque no conozcamos su “estatus cladístico”.
En los años 90 existía un debate sobre la ocupación humana en Europa: cronología corta con ocupación tardía o cronología larga. Las escuelas neerlandesa e inglesa creían que Europa no fue poblada antes de 500 ka, debido a las bajas aptitudes cognitivas de los homininos de esa época, que no dominaban el fuego. En 1994 se encontraron los restos humanos en el nivel TD6 de Gran Dolina. Los estudios de paleomagnetismo mostraron un cambio de polaridad entre los niveles TD8 y TD7 correspondiente a la inversión del polo magnético de la Tierra, o límite denominado de Brunhes-Matuyama (límite M/B). Por debajo de TD-8 los sedimentos y fósiles eran del Pleistoceno inferior, de 790 ka, lo que probaba que la ocupación humana en Europa se produjo antes del límite Mimomys-Arvicola de cambio de molares en las ratas de agua. El posterior hallazgo en Inglaterra de industria lítica de 700 ka en Pakefield y pisadas humanas en playa de Happisburg hace 850 ka supuso el fin de la hipótesis de cronología corta.

### Tafonomía
Las excavaciones de 2003 a 2007 revelaron una estratigrafía más compleja de lo pensado hasta entonces, y TD6 se dividió en 3 subunidades que abarcaban 13 capas y 9 facies sedimentarias (cuerpos de roca distintos de los cuerpos adyacentes). La presencia humana se registra en las subunidades 1 y 2, y en las facies A, D1 y F. Se encontraron huesos dispersos en la facies D1 de la capa TD6-2.2, y en la facies F de las capas TD6-2.2 y TD6-2.3, pero en la facies D parecen haberse agrupado sobre todo en el área noroeste. Esto podría indicar que fueron arrastrados a la cueva a través de un flujo de escombros. En cuanto a la facies F que contiene la mayoría de restos humanos, puede que se hayan depositado por un flujo de escombros de baja energía (tipo planicie de inundación) desde la entrada principal al noroeste, y por un flujo más fuerte desde otra entrada al sur. Los fósiles depositados por el agua, también se recuperaron de la facies A en las capas TD6-2.2, TD6-2.1 y TD6-1.2. Por lo tanto, es posible que H. antecessor no haya habitado la cueva, aunque habría estado activo cerca de ella. Solo el 5,6% de los fósiles muestran evidencia de meteorización al aire libre, por las raíces y el suelo, lo que podría significar que fueron depositados en las profundidades de la cueva poco después de la muerte.

### Datación
La ocupación humana parece corresponder a un hábitat de sabana cálido y húmedo, durante las transiciones de períodos glaciales fríos a interglaciares cálidos, después de que el clima se calentara y antes de que los bosques se expandieran para dominar el paisaje. Esto es coherente con los análisis de polen y el estudio del registro fósil de anfibios y reptiles escamosos. El cambio de polaridad entre TD7 y TD8 (límite M/B), indicaba que los niveles TD8-TD11 se depositaron durante el Pleistoceno Medio, y los niveles TD1-TD7 durante el Pleistoceno Inferior, lo que es coherente con los cambios del registro fósil.
En 1999, dos dientes de ungulados de TD6 fueron fechados usando la datación uranio-torio en 794 a 668 ka, y paleomagnéticamente  a antes de hace 780 ka. Después, en 2008, el nivel TE9 de la Sima del Elefante se dató a 1,2-1,1 Ma usando paleomagnetismo y “datación por exposición a la superficie”. Posteriormente, en 2013, ATD6-69 se fechó entre 930 y 780 ka usando paleomagnetismo, además de datación uranio-torio y ESR (datación por resonancia de espín electrónico) en más dientes. La edad de termoluminiscencia (TL) a un metro bajo la Inversión M/B es de 960 + 120 ka, que puede corresponder al nivel MIS 25 (método Marine Isotope Stages). Otra datación sistemática utilizó el método ESR en granos de cuarzo ópticamente blanqueado: 6 muestras de TD6 y TD7 dieron una edad de 800 a 880 ka, lo que sugiere que el asentamiento humano se depositó durante MIS 21. Finalmente, en 2018, la datación ESR del espécimen ATD6-92 de H. antecessor dio una edad de 600+90 ka a 950+90 ka, mientras paleomagnéticamente se restringió a antes de 772 ka por estar por debajo del límite M/B, por lo que los homininos TD6 pertenecen al nivel MIS 21.

### Clasificaciónyfilogenia
La definición de H. antecessor como una nueva especie por sus descubridores se basa en los restos hallados desde 1994 en el nivel TD6 del yacimiento de Gran Dolina, en la sierra de Atapuerca, y que datan de hace al menos 800 ka según mediciones paleomagnéticas, con una combinación única de caracteres en esta población. El holotipo de la primera descripción se basó en un fragmento de maxilar inferior derecho con tres molares (ATD6-5), un fragmento de maxilar superior (ATD6-13) y otros 12 dientes atribuidos al mismo individuo.
La morfología facial es similar a la de Homo sapiens, con orientación coronal y ligera inclinación hacia atrás de la placa infraorbital, que determina la presencia de una fosa canina muy conspicua. El borde inferior de esta placa es horizontal y ligeramente arqueado. El arco superciliar es en doble arco y la capacidad encefálica, estimada a partir de un fragmento incompleto de hueso frontal, indica una cifra superior a los 1000 cm3.
Esta cara moderna con una dentición primitiva, llevó al equipo de Atapuerca a proponer una nueva especie humana, Homo antecessor. Las características dentales primitivas incluían, entre otras, el desarrollo de un cíngulo en premolares y molares, crenulaciones del esmalte profusas, asimetría de la corona del primer premolar inferior, gran tamaño en molares y sistemas radiculares complejos y robustos.
Sin embargo, esta población presentaba rasgos derivados respecto a otros fósiles del Pleistoceno Inferior, como un aumento de la capacidad craneal indicada, y una arquitectura cráneofacial “moderna”, (caras del adolescente ATD6-69 y los adultos ATD6-19 y ATD6-58) diferente de las primitivas de los primeros Homo y H. ergaster, y sin un pronunciado prognatismo. Además, su patrón de desarrollo dental es moderno, que sería heredado posteriormente por H. neanderthalensis y H. sapiens.
Mientras que H. erectus tiene un patrón de crecimiento facial similar al de los primeros Homo y Australopithecus, tanto en H. antecessor como H. sapiens predomina la resorción ósea durante el crecimiento facial. La comparación de los patrones de deposición y reabsorción ósea de KNM-WT 15000 (el niño de Turkana – H. ergaster) y ATD6-69, muestran que el crecimiento óseo facial del H. antecessor es similar a los humanos actuales, mientras el del niño de Turkana es similar al de los chimpancés. Las similitudes entre la anatomía subnasal de H. antecessor y H. sapiens sugieren que la “modernización” de la cara estaba ya claramente en marcha en H. antecessor.
Se propuso al H. antecessor como el mejor candidato a UAC de poblaciones humanas modernas y neandertales, debido a tres sinapomorfias compartidas entre los tres grupos: una escama del hueso temporal alta y convexa, un canal incisivo vertical y anterior, y una marcada prominencia nasal. Estos caracteres anatómicos y biológicos del H. antecessor apuntaban a un evento de especiación previo al origen del H. sapiens y el neandertal.
En 2001, se postuló que los restos de Gran Dolina y los del yacimiento de Tighennif en Argelia (clasificados como H. ergaster) representaban la misma población, ya que 14 de las 15 características dentales enumeradas por Bermúdez de Castro y sus colaboradores para H. antecessor habían sido identificadas en el Pleistoceno Medio del Norte de África, lo que podría significar que ambos corresponderían al H. mauritanicus. Este estudio mostró que los restos de Tighennif eran más grandes que los del H. antecessor, y dentalmente similares a otras poblaciones africanas. Recomendaron albergar todos los especímenes del norte de África del Pleistoceno Inferior como H. ergaster mauritanicus.
A partir del 2005 aumentó el hipodigma del H. antecessor y se vio que había más similitudes entre los fósiles europeos y asiáticos, que con los africanos. Nuevos análisis de ATD6-96 y ATD6-113 revelaron semejanzas con el H. erectus de China, sobre todo en gracilidad y dimensiones, con los fósiles de Nankín, Dali y Zhoukoudian. El registro fósil sugería que había más vínculos con los humanos del Pleistoceno de Asia que con los de África.
En 2007, María Martinón realizó un estudio fenético y cladístico detallado de más de 5000 piezas dentales de todas las especies del género Australopithecus y Homo. Se identificó:
- un bloque dental africano: A. africanus, A. afarensis, H. habilis, H. ergaster y H. mauritanicus, con aumento de cúspides accesorias en dentición posterior y superficie oclusal complicada,
- un bloque dental euroasiático: H. antecessor, H. erectus, H. heidelbergensis y H. neanderthalensis con características particulares en la dentición anterior (forma en pala triangular, convexidad labial pronunciada y superficie oclusal en V), y en la dentición posterior (rasgos derivados de la reducción dental como la pérdida de cúspides en molares, simplificación de superficies oclusales, o aparición de patrones de surcos diferentes del driopitecino), además de cresta media del trigónido continua y cresta transversa continua como los neandertales,
- posición intermedia para H. sapiens y H. georgicus.

Esto implica senderos evolutivos independientes entre Eurasia y África, y quizás un origen euroasiático para el H. antecessor. Además, ciertos rasgos considerados típicos de los neandertales, podían no ser apomorfias neandertales sino características primitivas ya existentes en el H. antecessor.
En 2007 se cuestionó la legitimidad de H. antecessor como una especie separada por desconocer gran parte de la anatomía del cráneo, por existir ya el H. heidelbergensis en la misma época y región, y por basarse en los restos de un niño, cuyos supuestos rasgos podrían haber desaparecido con la madurez; la reestructuración de la cara podría haber sido causada por una adaptación climática regional en lugar de la especiación. También se planteó que H. antecessor fuese una rama del H. ergaster de África, que desapareció después de un intento fallido de colonizar el sur de Europa. En 2013 se señaló que ninguna especie conocida mostraba una morfología dental compatible con la de un antecesor común de HSAM y neandertal. En 2016 se estimó que la separación entre el H. neanderthalensis y el HSAM se produjo hace 806-447 ka para el ADN-Y, fechas que caen dentro del rango del H. antecessor y fuera del H. heidelbergensis.
En 2017 el equipo de Atapuerca analizó el estudio que sugería que el rostro humano moderno evolucionó de forma independiente varias veces dentro del género Homo. El estudio se realizó a la luz de los fósiles de TD6, basando su interpretación en la ausencia de una cara totalmente moderna en el Pleistoceno Medio africano. Por ausencia de fósiles solo tomaron en cuenta Kabwe y Bodo (las características del infraorbitario de este permiten alinearlo con el H. sapiens). Finalmente, el equipo de Atapuerca admitió que H. antecessor puede no ser un ancestro humano moderno, aunque probablemente se separó poco antes de la división entre hombre moderno y neandertal. Proponen una cladogénesis del género Homo durante el Pleistoceno Inferior que dio lugar a un aumento del tamaño craneal y a una morfología facial moderna:
- KNM-WT 15000 (H. ergaster) representa la condición primitiva del clado Homo.
- H. antecessor deriva probablemente de esta cladogénesis y representa una rama lateral confinada a Europa Occidental (BdC et al. 2003 y 2012; Carbonell 2005; Martinón-Torres 2007). H. antecessor comparte condiciones derivadas compartidas con neandertales, los Homos del Pleistoceno Medio de China y sapiens, y estaría cerca del ancestro común más reciente.[5]
- El prognatismo mediofacial de los neandertales (Rak, 1986) y de los homínidos del Pleistoceno de Europa Oriental, representaría otra condición derivada que podría haber surgido a partir de una cara similar a la moderna (Arsuaga, 1999). Estos rasgos fueron retenidos por los neandertales (sinapomorfias).[78]
- El espécimen de Bodo presenta algunas sinapomorfias con neandertales y HSAM en diversos grados y podría formar parte de uno de los linajes de la cladogénesis que en África dio lugar a H. sapiens y en Europa a H. neanderthalensis.

En 2020, el genetista Welker y sus colegas analizaron proteínas antiguas recolectadas del esmalte del molar ATD6-92 y las compararon con el proteoma de restos de Homo georgicus de Dmanisi (Georgia), obteniendo evidencia de que H. antecessor es un linaje hermano que pertenecía al mismo grupo que los neandertales, los denisovanos y Homo sapiens. Esta ubicación implica que la cara moderna de H. antecessor, similar a los humanos modernos, puede tener una ascendencia profunda en el género Homo, y que la morfología craneal del neandertal representa una forma derivada.
La morfología de la mandíbula recuerda a la de ciertos homínidos muy posteriores del Pleistoceno Medio, de la especie Homo heidelbergensis, como los de la Sima de los Huesos en Atapuerca. El esqueleto postcraneal indica una cierta gracilidad en comparación con la robustez del H. neanderthalensis de la segunda mitad del Pleistoceno Medio.
La controversia científica se relaciona, como en los hallazgos de otros homínidos, con la clasificación taxonómica y su parentesco con otras especies del género Homo. La ausencia de restos craneales de individuos adultos es un problema para confirmar la nueva especie (solo 2 de los individuos encontrados en Gran Dolina son adultos de unos 20 años). Ciertas características juveniles pueden perderse en los adultos de la especie. La hipótesis más aceptada, según sus descubridores, es que H. antecessor sería un eslabón entre el H. ergaster y el H. heidelbergensis, y al mismo tiempo el último ancestro común entre humanos y neandertales. Ciertas características dentales y del cráneo han sugerido que el H. ergaster que vivía en África hace más de 1,5 Ma y luego emigró a Europa, sería el antepasado del H. antecessor, y este dio lugar al H. heidelbergensis, que luego dio origen a los neandertales. Sin embargo, hay paleoantropólogos que consideran que los restos de Atapuerca corresponden a un grupo local de H. erectus o incluso a los primeros H. heidelbergensis, mientras otros creen que sería una especie sin descendencia, sin relación con este último.

Cronología de la evolución humana

El escenario de relaciones evolutivas y temporales del H. antecessor podría ser el siguiente: el H. ergaster dio lugar al H. antecessor en África. Hace un millón de años, este se extendió por Oriente Medio hasta Europa, incluida Atapuerca. En Europa, H. antecessor evolucionó a H. heidelbergensis, que fueron los ancestros de los neandertales. En África, H. antecessor evolucionó a H. sapiens a través de una especie desconocida, aunque posiblemente representada por los cráneos de Bodo y Kabwe. En este escenario, H. heidelbergensis está fuera de la línea que conduce a los humanos modernos, ya que es descendiente de H. antecessor en Europa. El H. heidelbergensis africano requeriría un cambio de nombre, quizás a Homo rhodesiensis, el nombre dado originalmente al cráneo de Kabwe.

### Ocupación de Europa
Al analizar las primeras ocupaciones de Europa, surgen numerosas preguntas de las cuales se resaltan tres: ¿origen geográfico de los primeros colonos desde Asia o África?, ¿cuándo ocurrió?, ¿implicó grandes oleadas migratorias o solo grupos dispersos y escasos? Hay que destacar el desfase cronológico entre la primera salida de África, hace 1,8 Ma (el H. georgicus pertenece a esta salida), y las primeras ocupaciones de Europa mucho más tarde.
En la prehistoria de Europa encontramos cuatro modos técnicos de industria lítica, de los que destacamos: el modo 1 u olduvayense de cantos rodados, y el modo 2 o achelense de grandes lascas y herramientas. Se dice que Europa fue colonizada por dos grupos de homininos en diferente momento y de diferente origen genético. En el Pleistoceno Inferior por hacedores de modo 1, y en el Pleistoceno Medio por los hacedores de achelense avanzado, los H. heidelbergensis. Actualmente, se desdoblan esos dos episodios en dos fases, una temprana y otra posterior. Una primera fase hace 1,4-1,3 Ma con las industrias líticas de cantos y núcleos de Fuente Nueva 3 y Barranco León en Guadix-Baza, Orce y Sima del Elefante en Atapuerca; la segunda fase hace unos 0,9 Ma con modo 1 en el nivel TD6 de Gran Dolina, asociada a H. antecessor; la tercera fase con instrumentos de gran formato en el Barranc de La Boella (Tarragona); y la cuarta fase hace 0,6 Ma con un achelense evolucionado y los H. heidelbergensis. Surge la posibilidad de discontinuidad entre las dos grandes oleadas, de una continuidad genética entre estas poblaciones, o de un escenario mixto con posible hibridación entre ambas poblaciones. A destacar que el modo 3 o musteriense correspondería a los neandertales, mientras el modo 4 del Paleolítico superior correspondería a los HSAM.
En los años 80 el candidato de último antepasado común UAC era el H. heidelbergensis, que habría evolucionado a H. sapiens en África y a H. neanderthalensis en Europa, hace 0,4 Ma, en el Pleistoceno Medio. El refinamiento de las técnicas del ADN fósil ha permitido establecer la divergencia entre los dos linajes hacia 0,8 Ma, cercano al H. antecessor. Si el origen del H. sapiens está en África, hay que explicar cómo apareció el H. antecessor en Iberia. En África se han encontrado restos en Tighennif o Ternifine (Argelia) correspondientes al H. erectus mauritanicus, y otros fósiles de la misma edad en Daka (Etiopía) y en Buia (Eritrea), pero estos parecen descendientes del H. ergaster.
Los fósiles humanos hallados en la Sierra de Atapuerca son la evidencia humana más antigua y completa para investigar quienes fueron los primeros europeos. Existen dos grandes teorías sobre la llegada del H. antecessor a la Península ibérica:
- Hipótesis de origen del UAC en Eurasia: un clado euroasiático surgido de poblaciones de H. erectus por un evento de especiación hace 1 Ma. Una de las especies resultantes se instaló en Oriente Próximo, desde donde debieron partir oleadas sucesivas de inmigrantes durante el Pleistoceno Inferior y Medio en diferentes direcciones, al este y al oeste siempre que las condiciones biogeográficas y paleoambientales lo permitiesen. Los homininos de TD6 podrían representar entonces una de esas sucesivas oleadas, llegadas a través del Corredor Levantino. Además se podría producir una posible hibridación entre los residentes y los llegados en una nueva ola. Otras olas podrían haber llegado al extremo oriental de Eurasia, lo que explicaría los rasgos compartidos entre los fósiles TD6 y los fósiles chinos de Nankín, Yunxian y Zhoukudian. Esta hipótesis implica la llegada a Europa desde el este, que los cursos evolutivos en África y Eurasia podrían haber sido relativamente independientes, y que algunas poblaciones de este UAC euroasiático volvieran a África para evolucionar hacia los humanos modernos.[86][87]
- Hipótesis de la llegada del H. antecessor a Europa desde el norte de África, a través del Estrecho de Gibraltar o del Mar de Alborán. Las razones de la dispersión hacia Iberia podría ser la alta aridez del norte de África. Además, en Tighennif (Argelia) y en la cueva Victoria de Cartagena se encuentran restos del taxón cercopiteco Theropithecus oswaldi, de hace 0,9 a 1 Ma. Por otra parte, se encontraron restos de industria Oldowan típica de África del norte en Barranco León (Orce, Granada) de 1,25 y 1,4 Ma, junto con fauna de origen africano. Todo esto soporta la viabilidad de la diversidad entre las dos orillas, y el uso de estas rutas marítimas por los humanos para llegar desde África del norte a Iberia.[7]

## Conclusiones
El descubrimiento de nuevos fósiles en África y Europa en las dos últimas décadas, la mejora de los métodos de datación de los yacimientos, el estudio del clima del pasado, el progreso en las investigaciones de ADN de los fósiles y estudios más precisos de los restos humanos de la Gran Dolina, han llevado al equipo de Atapuerca a emitir una nueva hipótesis sobre los primeros asentamientos europeos: hace aproximadamente 1 millón de años, surgió una población emergente dentro del marco de la evolución humana, que se convirtió en la “madre” de varias especies que poblaron África y Eurasia desde finales del Pleistoceno Inferior hasta la actualidad. Por razones biogeográficas y climáticas, esta población “fuente” pudo situarse en el Corredor Levantino del suroeste de Asia, que conecta África con Eurasia.
La colonización de Europa pudo realizarse por sucesivas migraciones desde esta área, a partir de esta población origen que siguió su propia evolución en esta área, cambiando su genotipo por mutación y selección natural. Durante las glaciaciones en el hemisferio norte, esta zona reverdecía y se transformaba en una región favorable para la formación de nuevas especies. Es posible que una de las primeras especies derivadas fuese el H. antecessor, porque su morfología muestra la “cara humana” más antigua que se conoce y por ciertos caracteres que luego heredarían el H. neanderthalensis.
El patrón de poblamiento de los paleodemes consistiría en frecuentes procesos de expansión y contracción con sustituciones y extinciones locales de grupos durante los períodos glaciales. El clima y las barreras geográficas contribuirían al aislamiento ocasional de las poblaciones. Además, estas dispersiones podrían favorecer la deriva genética, las variaciones alélicas aleatorias en sus descendientes, el efecto fundador, adaptaciones locales y finalmente, la especiación alopátrica. Poblaciones con origen común y reciente en el mismo territorio podrían cruzarse dadas sus similitudes genéticas.
Existe la posibilidad de un escenario evolutivo para Europa con poblaciones del Pleistoceno Inferior como las de TD6, reemplazadas o genéticamente absorbidas por nuevas poblaciones llegadas a Europa, como las de la Sima de los Huesos. Esta hipótesis se ha visto reforzada por los análisis moleculares del genoma neandertal y el de los denisovanos, que perfilan escenarios donde linajes primitivos podrían haber coexistido, o se habrían cruzado genéticamente con homínidos de origen más reciente. Si el H. antecessor no fue la especie que dio origen al neanderthal y H. sapiens actual, es evidente que estuvo relacionada con su origen.
A señalar que otros autores consideran que los restos de TD6 corresponderían a H. erectus por tener una morfología mediana facial casi idéntica entre ambas, y considerando que su llegada a Europa debe ser vista a través del Estrecho de Gibraltar o del Mar de Alborán.
Las cuestiones taxonómicas son siempre controvertidas dentro de la comunidad científica. Los estudios paleogenéticos deben ser refinados para reducir el rango de tiempo de la divergencia entre los linajes neandertales y humanos modernos, sabiendo que ambos linajes pertenecen al mismo clado que H. antecessor. Los nuevos descubrimientos del futuro y los estudios comparativos entre las diferentes especies, deberán ser capaces de aportar suficiente luz a las interrogantes actuales con el tiempo.

### Libros
- Rosas, Antonio (2019). Los fósiles de nuestra evolución. Barcelona: Planeta-Ariel. ISBN 978-84-344-2964-2.
- Martinón Torres, María (2014). “El origen de los primeros europeos: África vs Eurasia” en La Investigación en Antropología Física: una Mirada al futuro. Bilbao: Universidad del País Vasco. ISBN 978-84-9082-034-6.
- Bermúdez de Castro, José María (2002). El chico de la Gran Dolina. Barcelona: Crítica. ISBN 978-84-167-7180-6.
- Arsuaga, Juan Luis; Martínez, Ignacio (1998). La especie elegida. La larga marcha de la evolución humana. Barcelona: Temas de Hoy. ISBN 978-84-846-0463-1.
- Arsuaga, Juan Luis; Martínez Mendizabal, Ignacio (2005). Atapuerca y la Evolución Humana. Barcelona: Fundacio Caixa Catalunya. ISBN 978-84-898-6056-8.
- Bermúdez de Castro, José María; Arsuaga, Juan Luis; Carbonell, Eudald (1995). Human Evolution in Europe and the Atapuerca Evidence / Evolución Humana en Europa y los yacimientos de la Sierra de Atapuerca. Valladolid: Junta de Castilla y León, Consejería de Cultura y Turismo. ISBN 978-84-7846-463-0.
- Cervera, José; Arsuaga, Juan Luis (1995). Atapuerca. Un millón de años de historia. Madrid: Complutense. ISBN 978-84-86702-45-8.
- Marcos Saiz, F. Javier (2006). La Sierra de Atapuerca y el Valle del Arlanzón. Patrones de asentamiento prehistóricos. Editorial Dossoles. Burgos. ISBN 9788496606289.
- Marcos Saiz, F. Javier (2016). La Prehistoria Reciente del entorno de la Sierra de Atapuerca (Burgos, España). Editorial British Archaeological Reports (Oxford, U.K.), BAR International Series 2798. ISBN 9781407315195.

### Publicaciones
- Arsuaga, Juan Luis; Martínez, I.; Carretero, J. M.; Gracia, A.; Lorenzo, C. y Bermúdez de Castro J. Mª. 1994: "Evolución humana en Europa: registro y debates". Revista Española de Paleontología 399: 255-258.